# 加尔各答
加爾各答（孟加拉語：[ˈkolˌkata] ⓘ, ，旧名）是印度西孟加拉邦首府。它位于印度东部恒河三角洲地区，胡格利河（恒河一条支流）的东岸。该市有人口4,486,679人，大都市区人口为14,112,536人（2011年），属印度第三大大都会区（仅次于孟买和德里）和印度第七大城市。近年來，加爾各答已成為印度經濟第三大大都會區。
从1772年直到1911年的140年间，加尔各答是英属印度的首都。在這期間，該市一直是印度近代教育、科學、文化和政治的中心，迄今仍然保存有大量當時遺留的維多利亞風格建築。但在1947年印度獨立後，由於各種不利因素，曾經是現代印度科學，文化和政治中心的加爾各答經歷了長期經濟停滯。
加爾各答仍是印度重要城市，也是該國東部的主要大城，擁有眾多重要的文化機構，例如印度國家圖書館，印度美術學院，維多利亞紀念館，印度國家博物館和亞洲學會等。科研機構中，加爾各答是印度地質調查局，加爾各答數學學會，印度科學協會的所在地。儘管加爾各答有完善的板球比賽場館，但加爾各答與其他印度城市不同，主要流行足球等體育運動。

## 地名
加尔各答的名称可能来源于一个村庄的名字卡利卡塔（Kalikata），那一带在英国人来到之前原有3个村庄：卡利卡塔、苏多努蒂和革宾达普尔，卡利卡塔的意思是女神时母（音译为迦梨）的土地，村外有一座供奉时母的庙宇。不过也有人认为城市的名称渊源于kali（孟加拉语，意为运河）和kata（孟加拉语，意为石灰），因为其最初的居民点是位于一条运河边上，并且以燃烧贝壳，加工贝石灰著称。2001年，这座城市正式的英语名称按照当地孟加拉语的发音由“Calcutta”改为“Kolkata”。
但是大多數人及組織仍傾向於使用舊地名Calcutta；在印地語則為Kalkatta。

## 历史

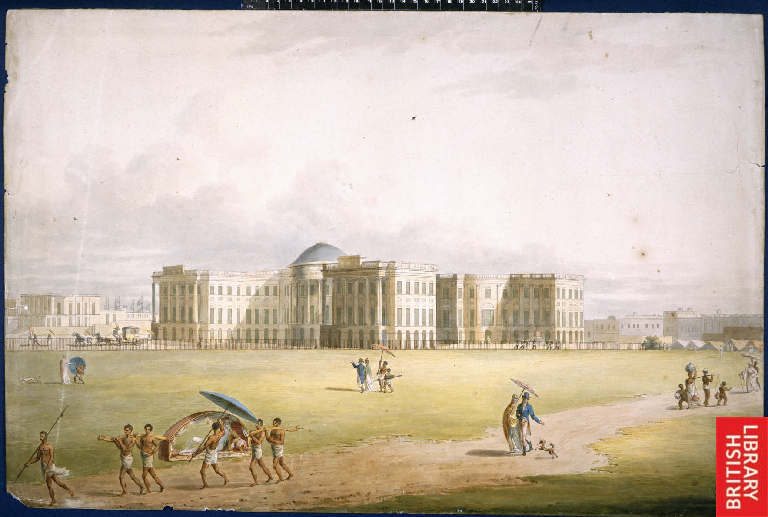
殖民地时期的政府大厦

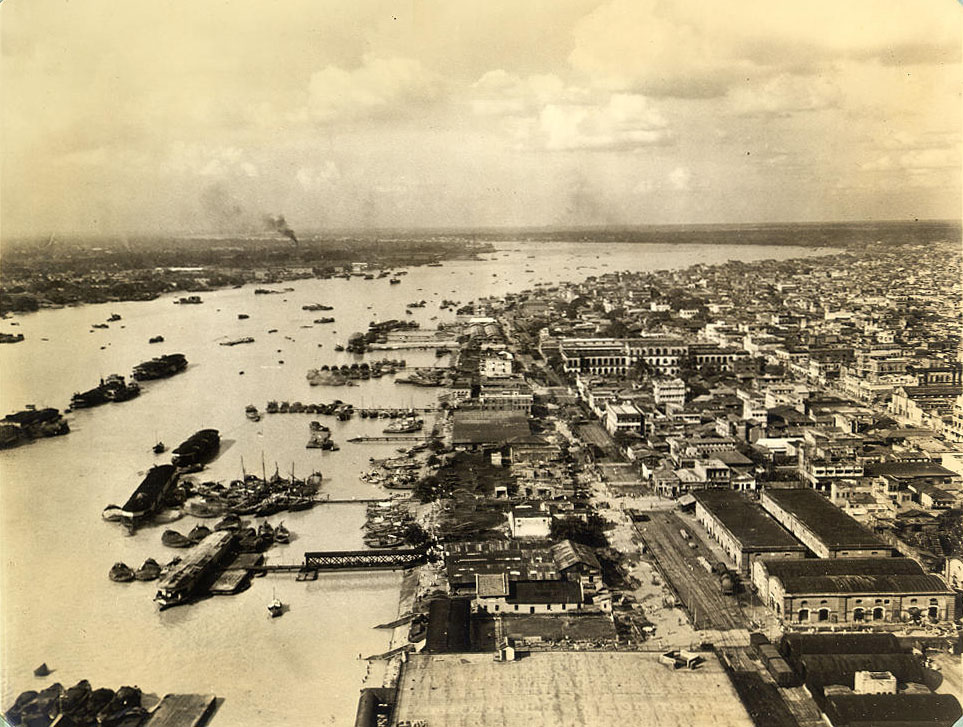
1945年的加尔各答港，二战期间重要的军港

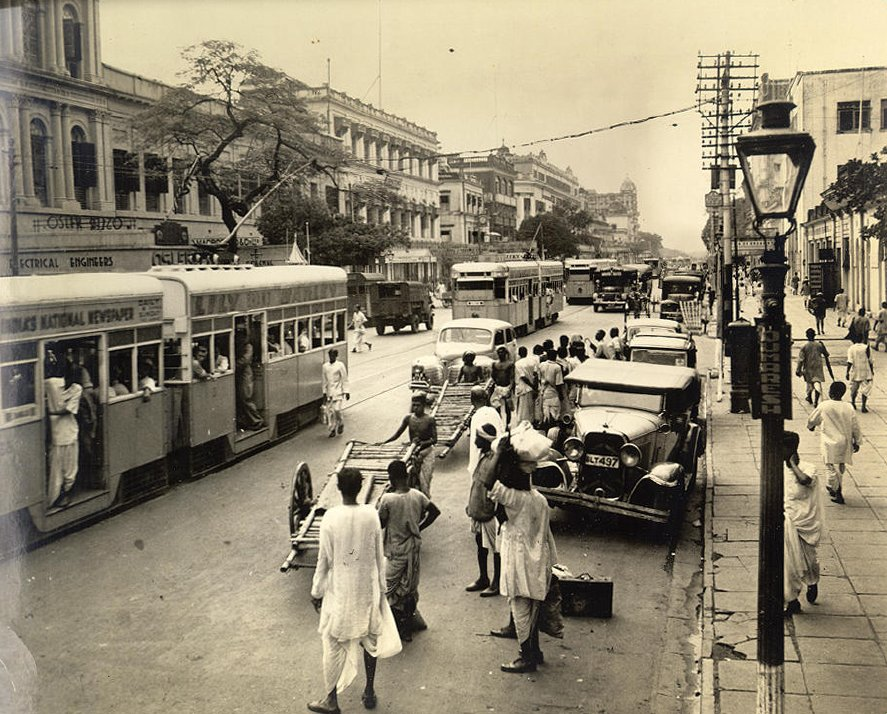
1945年的加尔各答街头

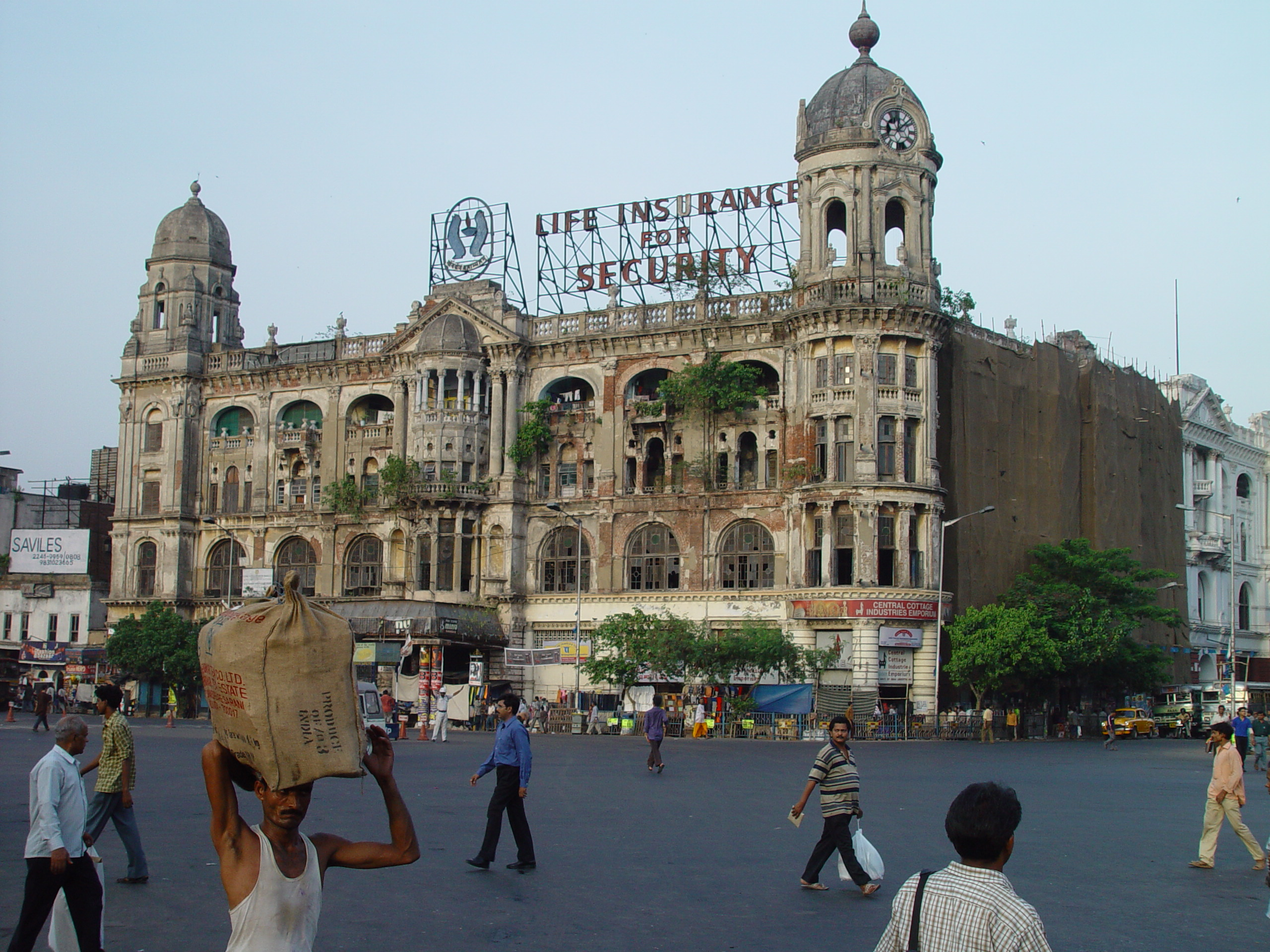
城市一角

在加尔各答附近发现的一个考古遗址，证明了在2000年前这裡已经有人居住。
该市有文字记录的历史，开始于1690年英国东印度公司的到达，该公司巩固了它在孟加拉的贸易。公司的行政官员約伯·查諾克在一次侵略行动之后，选择在苏塔努蒂安顿下来，传统上他被认为是该市的创建者（不过最近专家们已经不再同意查诺克是该市正式创建人的观点）。1699年，英国人完成了旧威廉堡的建造，用作贸易据点和区域基地。加尔各答被宣布为一个管辖区城市，后来成为孟加拉管辖区的总部。
1756年，面对与法国武装的频繁冲突，英国人开始升级他们的防御工事。孟加拉王公西拉杰·乌德·达乌拉对英国人的军事举动提出抗议，但却无人理会，于是他袭击并占领了威廉堡，这就是著名的黑洞事件。罗伯特·克莱武率领英国东印度公司的一支英国兵和印度兵组成的部队，于在次年又夺回了该市。
1772年，加尔各答被指定为英属印度的首府。在这期间城市周围的沼泽被排干，政府区沿着胡格利河河岸。第一代韋爾斯利侯爵理查德·韋爾斯利总督在很大程度上促进了该市在1797年– 1805年之间的增长。由于拥有壮观的公共建筑，加尔各答被描绘成“宫殿之城”。 
19世纪，这里是向中国输入鸦片的集散中心。
在19世纪初，加尔各答被分割为2个截然不同的区域—一个英国人区和一个印度人区，称为黑镇（Black Town）。甚至在那时，“黑镇”的贫困棚户区已经骇人听闻。从1850年代起，该市经历了工业的迅速增长，特别是纺织和黄麻工业；英国政府也对基础设施如铁路和电报进行了大规模投资。
英国和印度文化的融合还在城市中产生了新的巴布阶层——印度和亚洲最早的中产阶级，其成员通常是专业人士，阅读报纸，亲英，并且属于上等种姓的印度教团体。在整个19世纪，一场称为孟加拉文艺复兴的社会文化变革带来了社会的总体进步。1883年，在加尔各答成立了19世纪印度的第一个政治组织--印度国民协会。加尔各答逐渐成为印度独立运动的中心之一。1905年孟加拉分治引发了广泛的群众骚动和抵制英国货运动。由于这些活动，并且因为加尔各答地处印度东部边缘带来行政管理上的不便，1911年，英国人将首都迁往新德里。在第二次世界大战期间，该市的港口曾两度遭受日军轰炸。由于储备的粮食用于供应盟军，在1943年孟加拉饥荒期间有数百万人饿死。1946年，要求单独成立一个穆斯林邦，导致大规模群众暴力导致超过2,000人丧生。印度分治带来了严重的暴力活动和人口大迁移，大批穆斯林离开前往东巴基斯坦，而数十万印度教徒逃进该市。
在1960年代和1970年代，严重的能源短缺、罢工和暴力马克思主义-毛泽东思想运动—纳萨尔派—损坏了该市大量基础设施，导致严重的经济停滞。1971年，印度与巴基斯坦之间爆发战争，导致成千上万的难民涌入加尔各答，使得该市的城市设施过度紧张。1980年代中叶，孟买取代了加尔各答成为印度人口最多的城市。
加尔各答是印度共产党强大基地，印度共產黨（馬克思主義）控制的左翼阵线曾在西孟加拉邦连续执政达34年，是世界上执政时间最长的民主选举的共产党政府之一。
1990年代中期，印度中央政府开始经济改革后，该市开始走向经济复苏。自2000年起，信息技术使该市停滞的经济得到复苏。该市还经历了制造业部门的增长。

## 地理

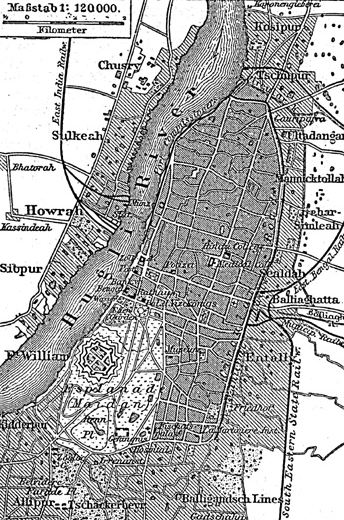
1888年加尔各答地图

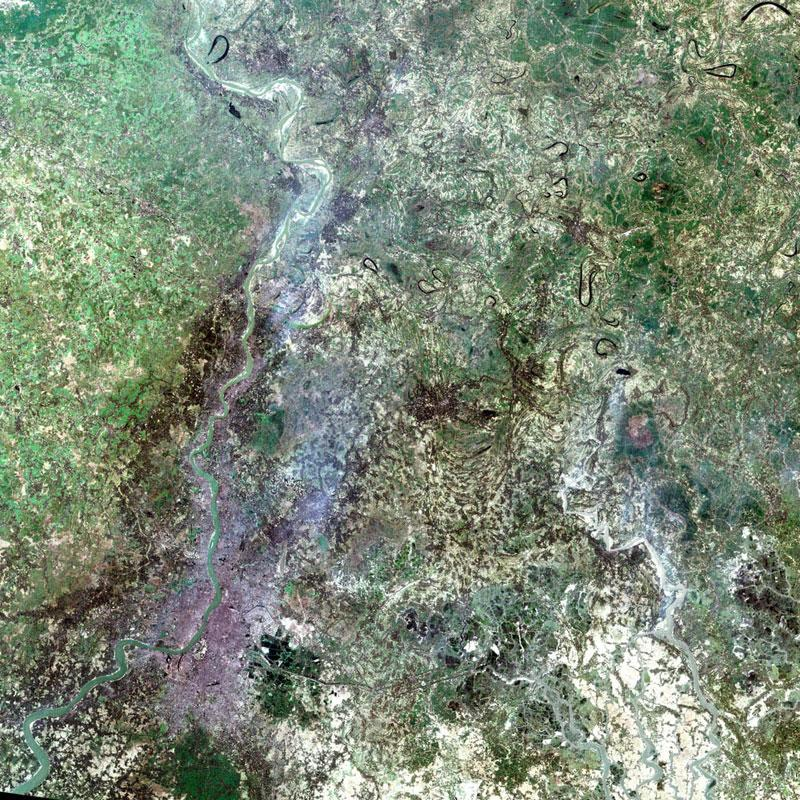
卫星地图

加尔各答位于印度东部的恒河三角洲，22°34′12″N 88°22′12″E / 22.57000°N 88.37000°E，海拔高度介于1.5到9米之间。该市沿着胡格利河河岸，呈南北向伸展。该市许多地方原来是大片的湿地，花费了数十年才将其改造成适合市民居住的地方。孙德尔本斯国家公园将该市与南面154公里处的孟加拉湾隔开。
如同印度河-恒河平原大部分地方一样，这裡主要的土壤类型是冲积土。城市的地基由4层沉积物构成：粘土、淤泥、粗细不同的各种沙子，和沙砾。这些沉积物夹在两层淤泥之间，下面的一层深度介于250与650米之间，而上面的一层厚度介于10到40米之间。根据印度标准局文件，该市在四个地震等级分区中被划为三级地震区。而根据联合国开发计划署报告，该市在风暴和旋风分区中属于“高度损害危险”等级。

### 城市结构
由加尔各答市政法团（KMC）管理的加尔各答市面积为185km²。而加尔各答大都会区则仍在继续不断的扩张，到2006年，其面积已经达到1750 km²，包含72个市和527个村镇。加尔各答大都会区的郊区合并了北24区、南24区、豪拉县、胡格利县和纳迪亚县的一部分。 
市区东西方向的尺度很狭窄，大体上西到胡格利河，东到大都会东部旁路，跨度仅有5–6千米。南北向延伸的城市可以粗略分为北区、中区和南区。北区是该市最古老的部分，拥有19世纪的建筑物和狭窄的小街。该区的气氛令人回忆起老加尔各答往事。南区主要是在独立以后兴建，是精英分子的居住地。加尔各答东北部的盐湖城区域是该市的规划部分。在该市东北边缘规划发展了新镇。 
中区拥有环绕B. B. D. Bagh区的中央商务区。作家大厦、加尔各答邮政总局、加尔各答高等法院，一些其他政府和私人办公室位于此处。马坦公园是位于该市心脏的巨大开阔地，在此举办一些体育赛事和公共集会。一些公司已经在公园街以南区域建立了办公室，那里已成为第二个中央商务区。

## 气候

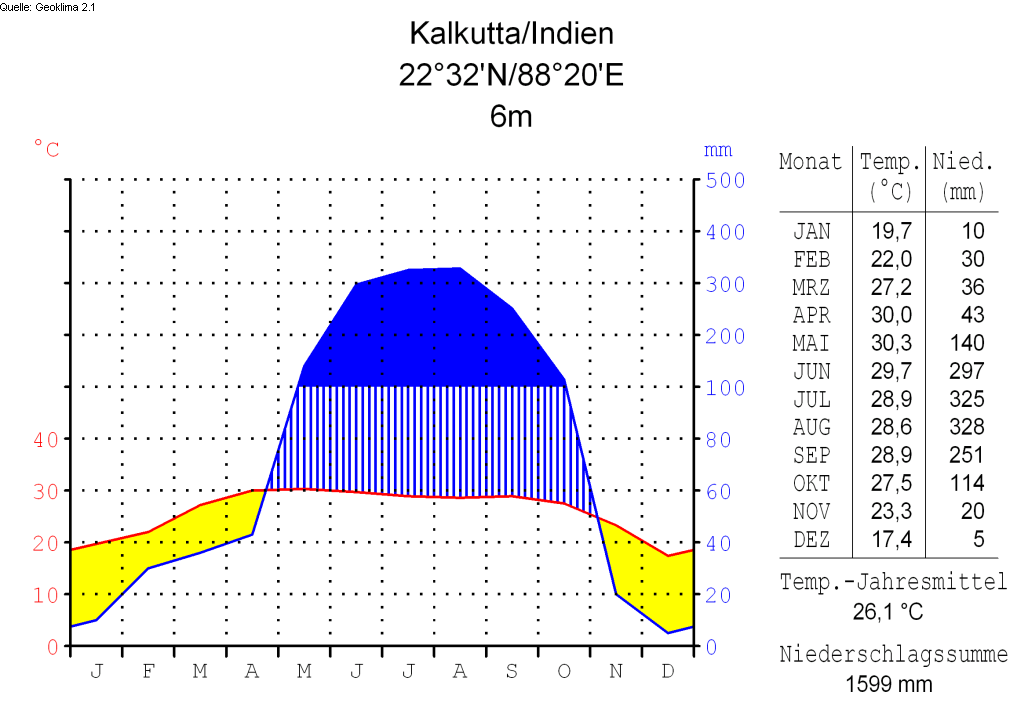
加尔各答气候

加尔各答属于热带气候。年平均气温为26.8℃，月平均气温从19℃到30℃。夏季炎热潮湿，在5-7月最高气温经常超过40℃。冬季持续只有2个半月，在12月和1月，气温会下降到12℃–14℃。有记录的最高气温是43℃，最低气温是5℃。初夏时节常有雷暴雨伴随狂风，断断续续袭击该市，对缓解湿热很有帮助。这种雷暴雨当地称作Kal baisakhi（西北强风）。
东南季风从6月到9月，给这座城市带来一半多的年降雨量，1,582毫米。最大降雨量出现在8月季风时节（306毫米）。每年该市的日照时间为2,528小时，日照时间最大值出现在每年3月。污染是加尔各答的一个主要问题，悬浮颗粒物（SPM）水平高于印度其他大城市，定期造成烟雾。
| 加爾各答（1951-1980）                  | 加爾各答（1951-1980） | 加爾各答（1951-1980） | 加爾各答（1951-1980） | 加爾各答（1951-1980） | 加爾各答（1951-1980） | 加爾各答（1951-1980） | 加爾各答（1951-1980） | 加爾各答（1951-1980） | 加爾各答（1951-1980） | 加爾各答（1951-1980） | 加爾各答（1951-1980） | 加爾各答（1951-1980） | 加爾各答（1951-1980） |
| 月份                                   | 1月                   | 2月                   | 3月                   | 4月                   | 5月                   | 6月                   | 7月                   | 8月                   | 9月                   | 10月                  | 11月                  | 12月                  | 全年                  |
| -------------------------------------- | --------------------- | --------------------- | --------------------- | --------------------- | --------------------- | --------------------- | --------------------- | --------------------- | --------------------- | --------------------- | --------------------- | --------------------- | --------------------- |
| 平均高温 °C（°F）                      | 26.6 (79.9)           | 29.7 (85.5)           | 34.0 (93.2)           | 36.3 (97.3)           | 36.0 (96.8)           | 34.1 (93.4)           | 32.2 (90.0)           | 32.0 (89.6)           | 32.2 (90.0)           | 31.9 (89.4)           | 29.8 (85.6)           | 27.0 (80.6)           | 31.8 (89.2)           |
| 平均低温 °C（°F）                      | 13.9 (57.0)           | 16.9 (62.4)           | 21.7 (71.1)           | 25.1 (77.2)           | 26.4 (79.5)           | 26.5 (79.7)           | 26.1 (79.0)           | 26.1 (79.0)           | 25.8 (78.4)           | 24.0 (75.2)           | 18.9 (66.0)           | 14.3 (57.7)           | 22.1 (71.8)           |
| 平均降水量 mm（）                      | 16.8 (0.66)           | 22.9 (0.90)           | 32.8 (1.29)           | 47.7 (1.88)           | 101.7 (4.00)          | 259.9 (10.23)         | 331.8 (13.06)         | 328.8 (12.94)         | 295.9 (11.65)         | 151.3 (5.96)          | 17.2 (0.68)           | 7.4 (0.29)            | 1,641.4 (64.62)       |
| 来源：Indian Meteorological Department |                       |                       |                       |                       |                       |                       |                       |                       |                       |                       |                       |                       |                       |

## 人口统计
| 年份 | 人口    |
| ---- | ------- |
| 1710 | 12,000  |
| 1737 | 20,000  |
| 1757 | 45,000  |
| 1831 | 187,000 |
| 1839 | 229,000 |
| 1872 | 633,009 |
| 1881 | 612,307 |
| 1891 | 682,305 |
| 1901 | 847,796 |
| 1911 | 896,667 |

| 年份 | 人口      |
| ---- | --------- |
| 1921 | 907,851   |
| 1931 | 1,163,771 |
| 1941 | 2,108,891 |
| 1951 | 2,548,677 |
| 1961 | 2,927,280 |
| 1971 | 3,148,746 |
| 1981 | 3,305,006 |
| 1991 | 4,399,819 |
| 2001 | 4,580,544 |
| 2006 | 4,638,350 |

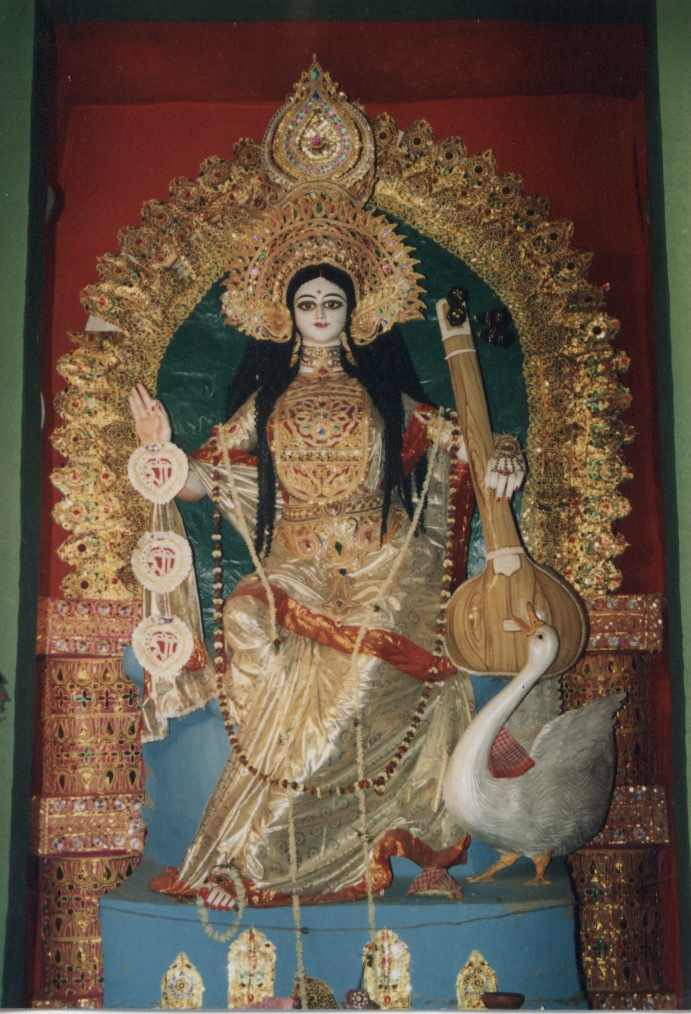
印度教辯才天女神像

2001年，加尔各答市有人口4,580,544人，而大都会区人口达到13,216,546人。男女性别比例为1000:828，高于全国平均水平；这是由于许多男性从农村来加尔各答工作，并未携带家眷。加尔各答的识字率为80.86%，超过全国平均水平（64.8%）。加尔各答自治区域登记人口的增长率为4.1%，是印度所有人口过百万城市中最低的。
孟加拉人构成加尔各答人口的大多数，重要的少数民族有华人、泰米尔人、马儿瓦尔人、英印混血种、比哈里人、亚美尼亚人、藏族、馬拉地人和帕西人。加尔各答的主要语言有孟加拉语、印地语、乌尔都语、英语、迈蒂利语和比哈尔语。根据2001年人口统计，加尔各答的人口中，77.68%信仰印度教，20.27%为穆斯林，0.88%为基督徒。该市其他少数民族人口信仰锡克教、佛教、犹太教和祆教该。市1500万人口中，大约有三分之一，住在2,011个登记的和3,500个未登记的（非法占据的）贫民窟。
2004年，加尔各答警区发生了10,757起刑事案件，名列全国第10位。2004年，该市的犯罪率为万分之8.14，低于全国平均水平（万分之16.88）。加尔各答的松那加齐区域有1万多名性工作者，是印度最大的红灯区之一。

## 经济
加尔各答是印度东部和印度东北部主要的商业和金融中心，拥有加尔各答证券交易所—印度第二大交易所。它还是一个重要的商港和军港，是该地区唯一拥有国际机场的城市。加尔各答曾经是印度的首都和头号城市，在印度独立后由于政治情势不稳（地处敌对国家的边境），以及左翼政党支持的工会运动，造成资金大量外逃，开始经历了长期的经济衰退。从1960年代到1990年代中期，许多大型工厂纷纷关闭或收缩，商业也转往别处。资金与资源的缺乏，加上国际上对于该市传统产业（如黄麻）的需求不足，更增加了该市经济的萧条。1990年代，随着改革者布达德夫·巴塔查尔吉当选西孟加拉邦的首席部长，加尔各答经济开始自由化进程，带来了该市发展的机遇。
长期以来，在加尔各答，在非正规经济部门就业的劳动力超过40％。该市有着大量不熟练和半熟练的劳动人口。同时，作为西孟加拉邦的首府，邦政府和联邦政府的雇员在该市的劳动力中也占有很大比例。加尔各答的经济复兴很大程度上是得益于IT产业，IT部门的年增长率达到70%—2倍于全国平均水平。
近年来，该市又兴起投资建造新住宅项目的浪潮。加尔各答拥有许多大公司经营的工厂，生产的产品从电子一直到黄麻。一些著名的公司在加尔各答设立总部，如ITC、巴塔鞋业、伯拉公司、印度煤炭公司、印度协和银行、UCO银行和阿拉哈巴德银行等。2000年以后，印度政府采取“看东方”政策，开放锡金与中国之间的乃堆拉山口进行边境贸易，并开放东南亚国家进入印度市场并投资，这都使得加尔各答得到一个有利的位置。

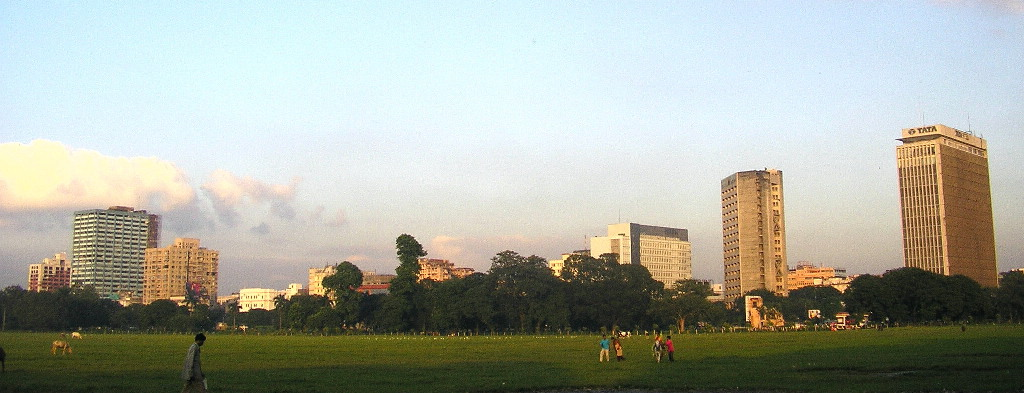
从马坦公园看到的加尔各答天际线

## 政治

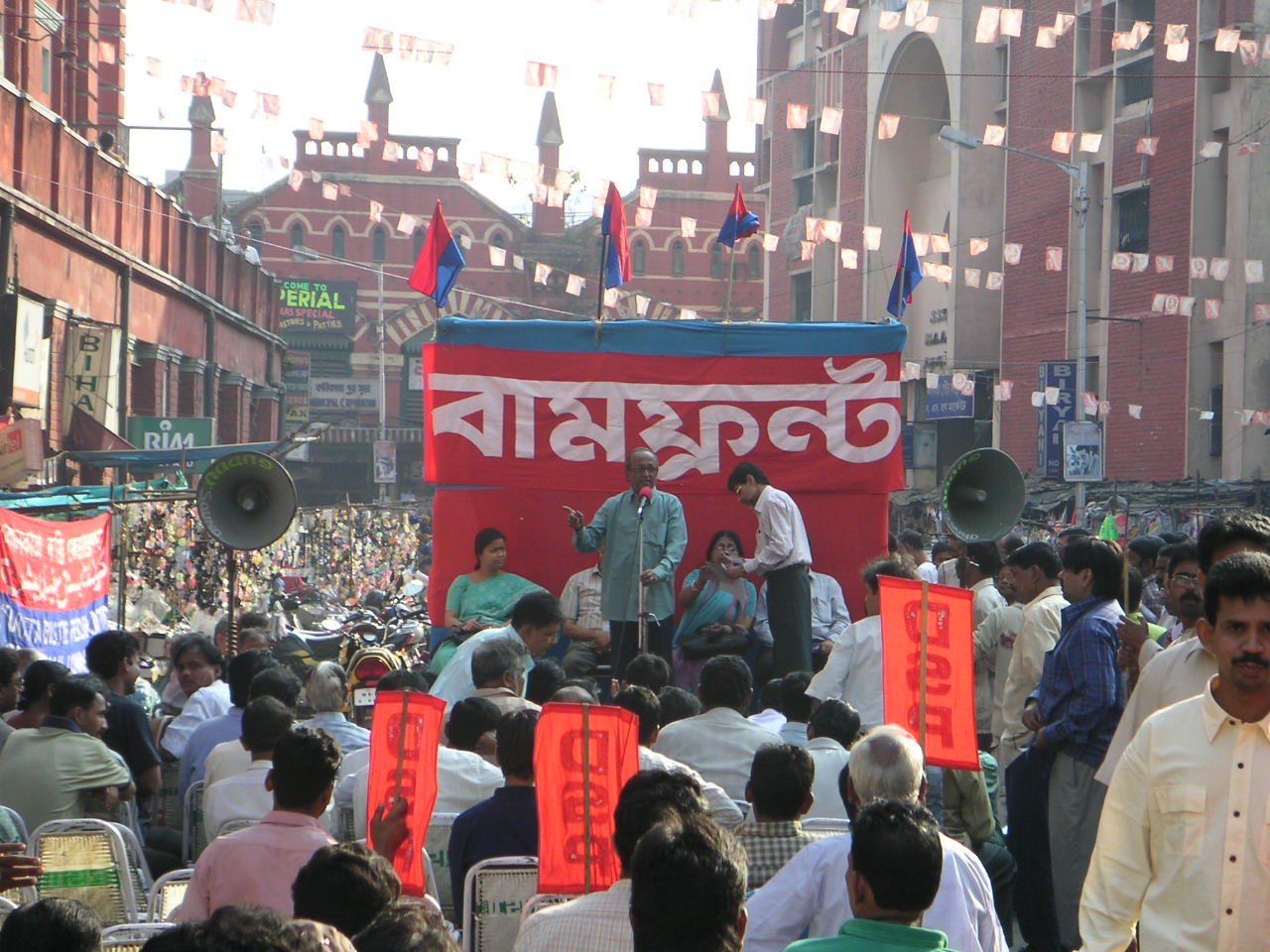
街头政治集会

加尔各答市政法团（KMC）成立于1876年，负责加尔各答的市政和基础设施。该市分为15个区（borough）和141个行政区（Ward），每个行政区选出一名议员进入市政当局。每个区设有一个委员会，由从各自行政区选出的议员组成。市政当局通过区委员会，维持公立的学校、医院和市场，参与城市规划和道路养护。市政当局是最高机构，通过市长-参议会政府来履行各种机能，成员包括1名市长、1名副市长和10名议员。市长全面负责市政当局的机能，任期5年。目前，印度共產黨（馬克思主義）为主的左翼阵线在市政当局执政。
加尔各答大都会发展局（KMDA）是一个辅助机构，负责整个加尔各答大都会区（KMA）的规划与发展。 
作为西孟加拉邦的首府，加尔各答设有邦立法会、作家大厦（政府大楼）和加尔各答高等法院。加尔各答警察局由一名安全长官指挥，下辖5个警区，以及48个警署。该市在印度下议院中有3个席位，在邦立法会中有21个席位。

## 社会

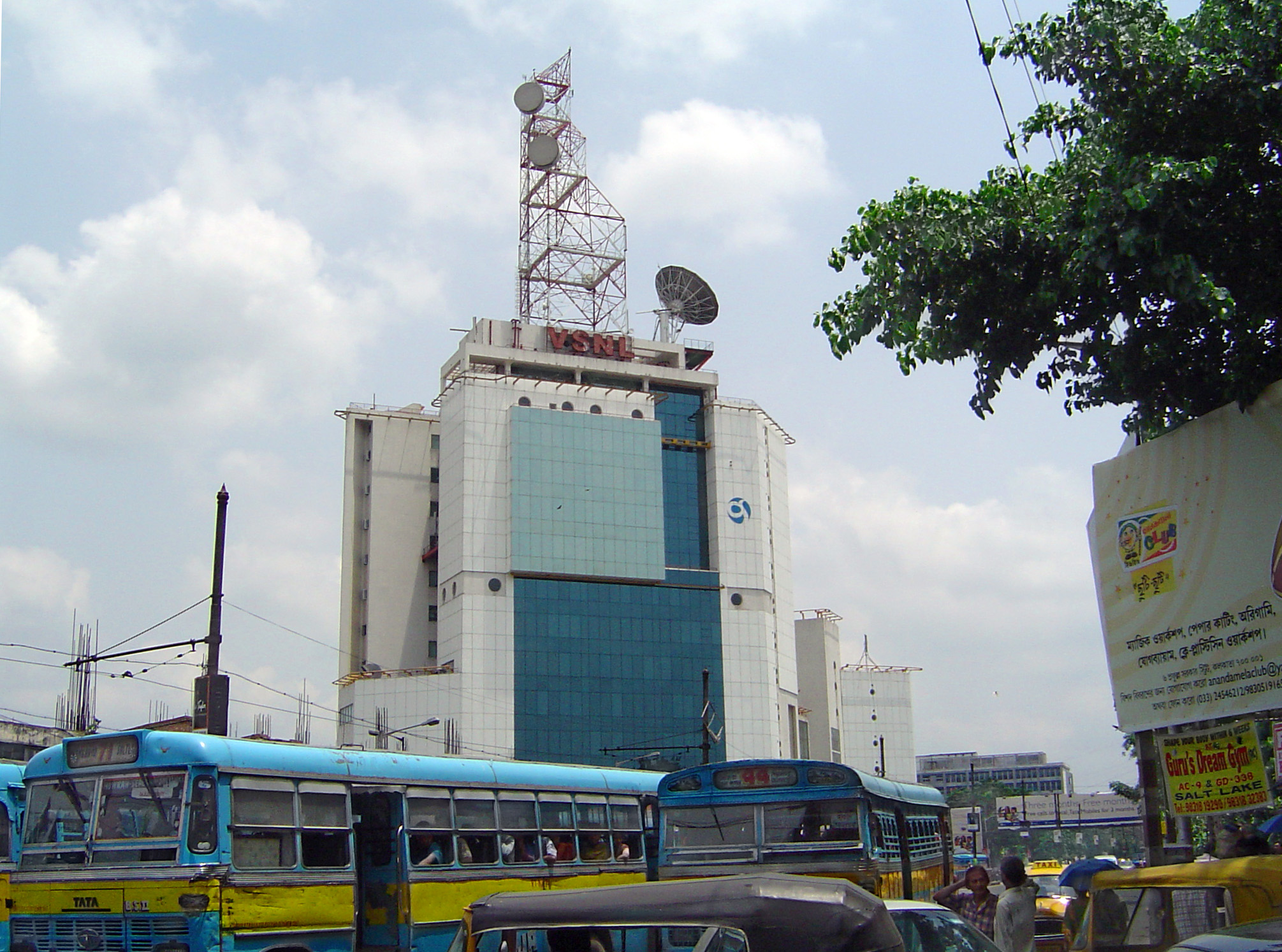
塔塔电信

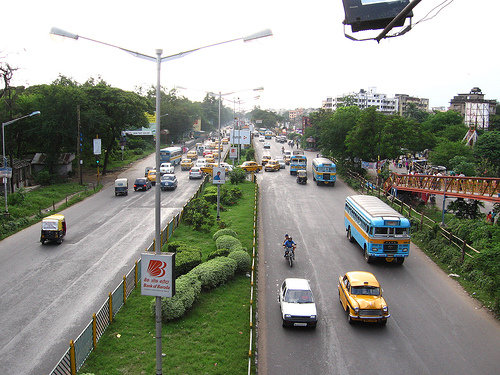
加尔各答道路上的各种车辆

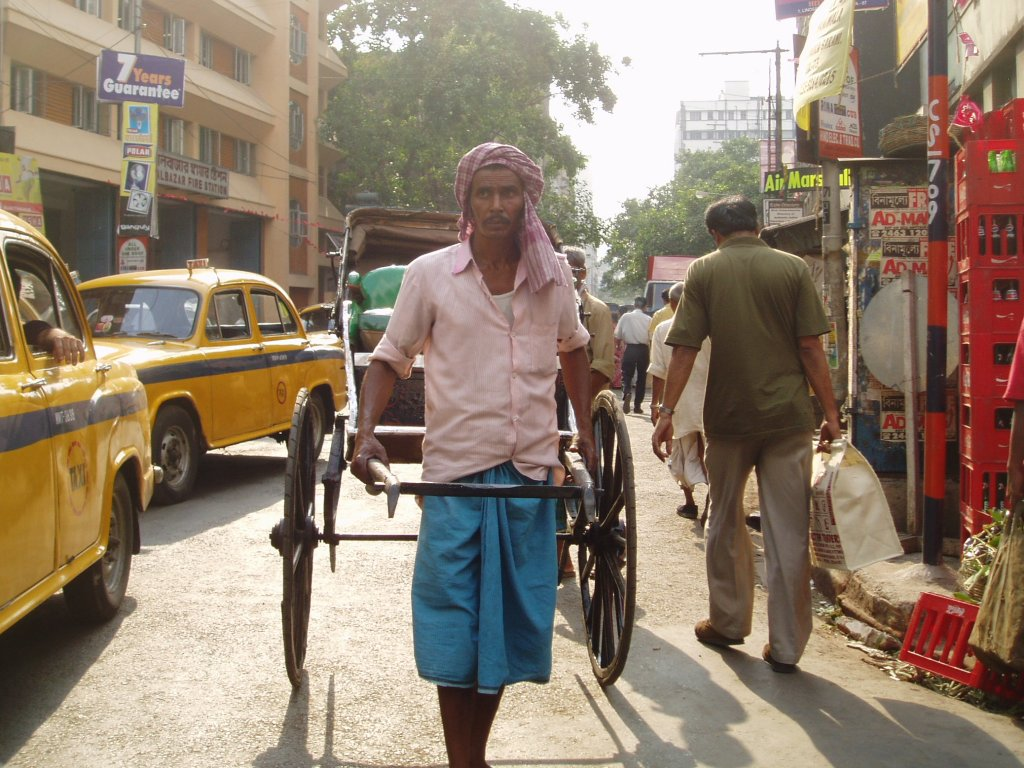
人力车

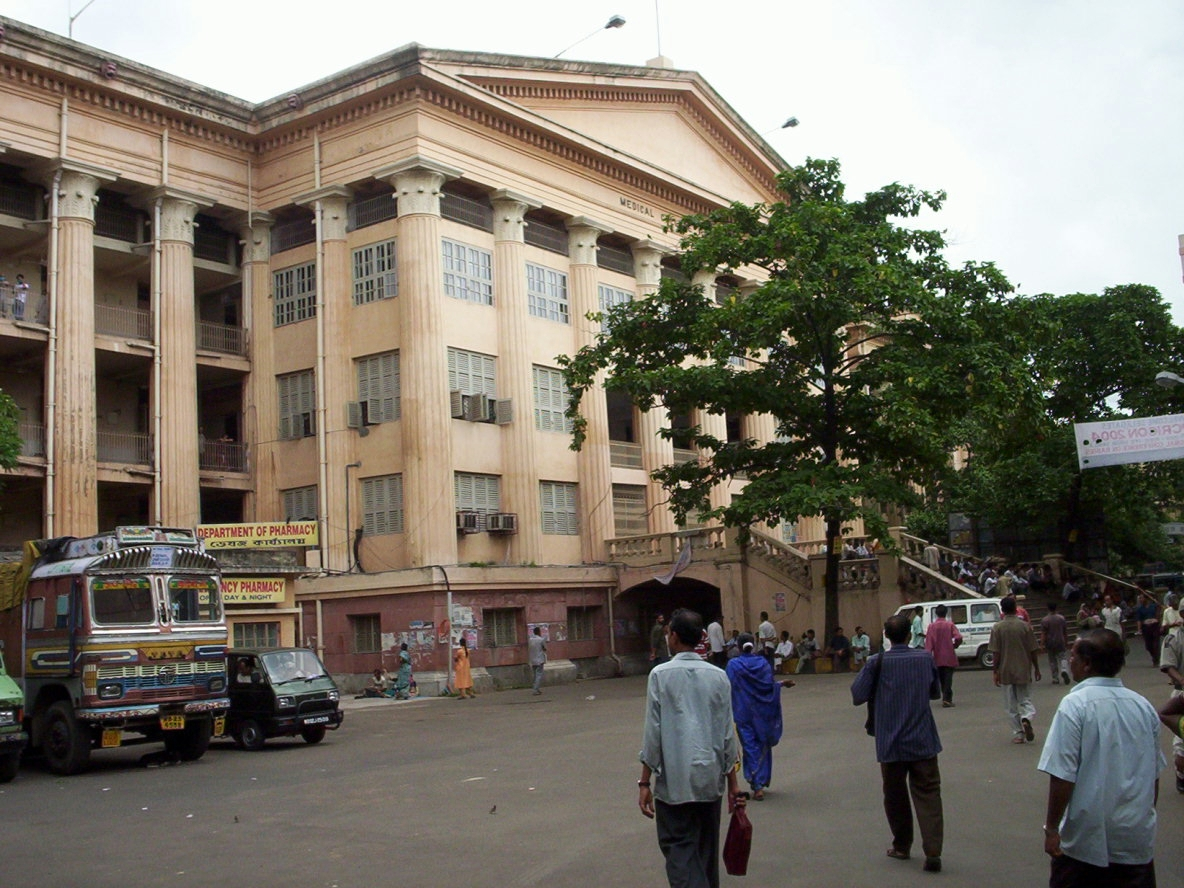
，印度最古老的医疗机构之一

### 公用事业和媒体
加尔各答市政当局负责供应该市的饮用水，水源来自胡格利河，在北24区的水泵站进行净化处理。几乎加尔各答每天所有的2500吨垃圾都要运到该市东面德哈帕的垃圾场，这个垃圾场鼓励垃圾和污水的回收利用。该市的部分地区仍然缺乏排污设施，废水的处理主要仍然使用不卫生的方式。私营的加尔各答供电公司（CESC）负责供应市区的电力，而西孟加拉邦电力局则负责供应郊区用电。直到1990年代末，停电的情形在该市极为常见；不过目前情形已有所改善。该市共有20个消防队，平均每年扑灭7,500次火灾。
公营的BSNL公司和私营企业如哈奇公司、机场旅馆公司、瑞莱恩斯电信和塔塔电信是该市主要的固定电话和手机服务商。手机在该市被广泛使用，并开通了GSM和CDMA业务。宽带网业务正在稳定增长，BSNL、塔塔电信、机场旅馆公司和瑞莱恩斯是主要服务商。
在加尔各答，几份孟加拉语报纸和《印度时报》、《政治家》等英语报纸的销量都很大。作为印度东部最大的商业城市，加尔各答的许多财经日报有着自己稳定的读者群。此外还有供少数民族阅读的印地语、古吉拉特语、乌尔都语、旁遮普语和汉语的报纸。加尔各答有8个当地的调频电台。公营的全印电视台提供2个免费的陆地台，而4个“多系统操作员”（MSO）通过有线电视提供孟加拉语、印地语、英语的节目。

### 交通
公共交通由加尔各答郊区铁路、加尔各答地铁、電車和公共汽车组成。郊区铁路网一直延伸到远郊。加尔各答地铁由印度铁路公司运营，是印度最早的地铁系统。它与胡格利河平行，南北向纵贯城市，长度为16.45千米。公共汽车是首选的交通模式，政府和私人都参与经营。加尔各答是印度唯一保留了有轨电车的城市，由加尔各答有轨电车公司经营。动作缓慢的电车被限定在该市的特定区域运营。最近引进了豪华的空调汽车，每日开行于连接市内与内塔吉·苏巴斯·钱德拉·鲍斯国际机场的线路。
租用机动车是黄色的计程车，而自动人力车则行走于规定线路。几乎加尔各答所有出租汽车都是大使牌，而其他大城市塔塔和菲亚特都很常见。在该市一些区域，人力车还用于短途运输。与其他主要城市相比，该市的私人车辆在数量上较少。不过，该市注册车辆的数目稳定增长；2002年的资料显示，7年间已经增长了44％。加尔各答的人口极为稠密，道路空间只占该市的6％，低于德里（23％）和孟买（17％），因此带来了严重的交通问题。
加尔各答地铁和许多新建道路与立交桥已经在某种程度上缓解了交通问题。
加尔各答有2个主要的长途火车站：豪拉车站和錫爾達站。第三座车站加尔各答站已于2006年初投入使用。该市是2个印度铁路公司—東部鐵路區和東南鐵路 (印度)#孟加拉那格浦爾鐵路的总部。 
该市唯一的机场，内塔吉·苏巴斯·钱德拉·鲍斯国际机场位于城市北面的德姆德姆，国内和国际航班均使用该机场。加尔各答还是印度东部的主要河港。加尔各答港务局（Kolkata Port Trust）管理加尔各答和哈尔迪亚的码头。印度国家航运公司经营到安达曼和尼科巴群岛布莱尔港的客运业务，以及往返印度国内外各港口的货运业务。还有连接加尔各答与其孪生城市豪拉的渡轮业务。

### 教育
加尔各答的学校既有邦政府设立的，也有私立的（许多由宗教团体开办）。学校主要使用英语或孟加拉语作为教学媒介，此外可供选择的还有印地语和乌尔都语。这些学校都附属于印度中等教育证书（ICSE）委员会、中央中等教育局（CBSE）或西孟加拉中等教育局。在10+2+3计划（10+2+3 plan）下，在完成中等教育后，学生们通常先进入二年制的短期大学，或进入附属于西孟加拉高中教育委员会的高级中学。学生们通常选择文科、商科或理科，此外也可以选择职业科。在完成必需的学业之后，学生们可以升入普通或职业高校。
加尔各答拥有9所大学；许多学院与这9所大学或外地其他大学有关。加尔各答大学成立于1857年，有超过200个附属学院。孟加拉工程科技大学和贾达珀大学都有著名的工学院。其他重要机构有管辖区学院和加尔各答圣沙勿略学院。一些全国性重要机构有亚洲文会、Bose Institute、印度統計學院、印度管理研究所加爾各答分校、印度科學普及協會、萨哈核物理学院、西孟加拉国立法科大学、西孟加拉理工大学、轮机工程学院和印度科学教育协会

### 体育
足球是该市最受欢迎的运动，该市也是印度足球运动的主要中心之一。加尔各答拥有顶级的全国俱乐部如东孟加拉足球俱乐部、巴甘莫哈竞技俱乐部和穆罕默德体育俱乐部。和印度其它地方一样，板球在该市非常普及，大街和空地上都有进行。板球、足球和羽毛球等户外比赛，以及室内比赛如彈戲，都定期举办市际和俱乐部之间的比赛。马坦公园区域有几个较小的足球和板球俱乐部和训练机构。来自加尔各答的体育明星有前印度国家板球队长苏拉夫·甘古利和奥运会网球铜牌得主利安德·帕斯。
加尔各答以其大型体育场地著称。伊甸园体育场是目前世界仅有的2个100,000座板球场之一。盐湖体育场是一个多用途体育场，也是世界容量第二位的足球运动场。内塔季室内体育场是一个有空调设备的室内体育场，而加爾各答足球俱樂部是世界第二古老的板球俱乐部。加尔各答有3个18洞的高尔夫球场：皇家加尔各答高尔夫俱乐部（成立于1829年，是英国以外世界第一个高尔夫俱乐部），蜡烛油俱乐部和威廉堡俱乐部。皇家加尔各答赛马俱乐部（RCTC）定期举办赛马和马球比赛。加尔各答南区俱乐部是一些全国和国际网球比赛场地。加尔各答划船俱乐部定期举办划船比赛，同时也有相关的训练。

### 文化

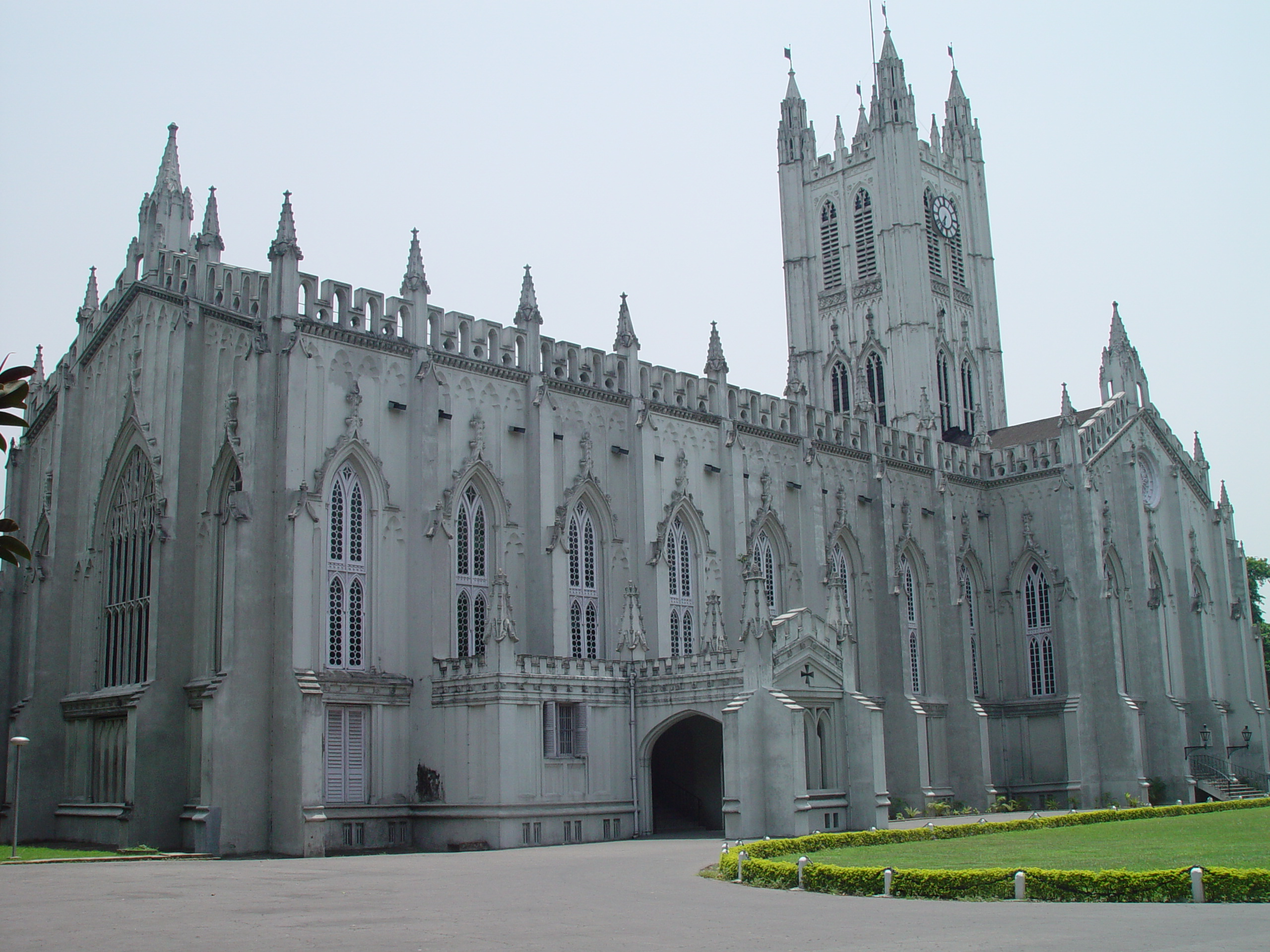
哥特式的加尔各答圣保罗主教座堂

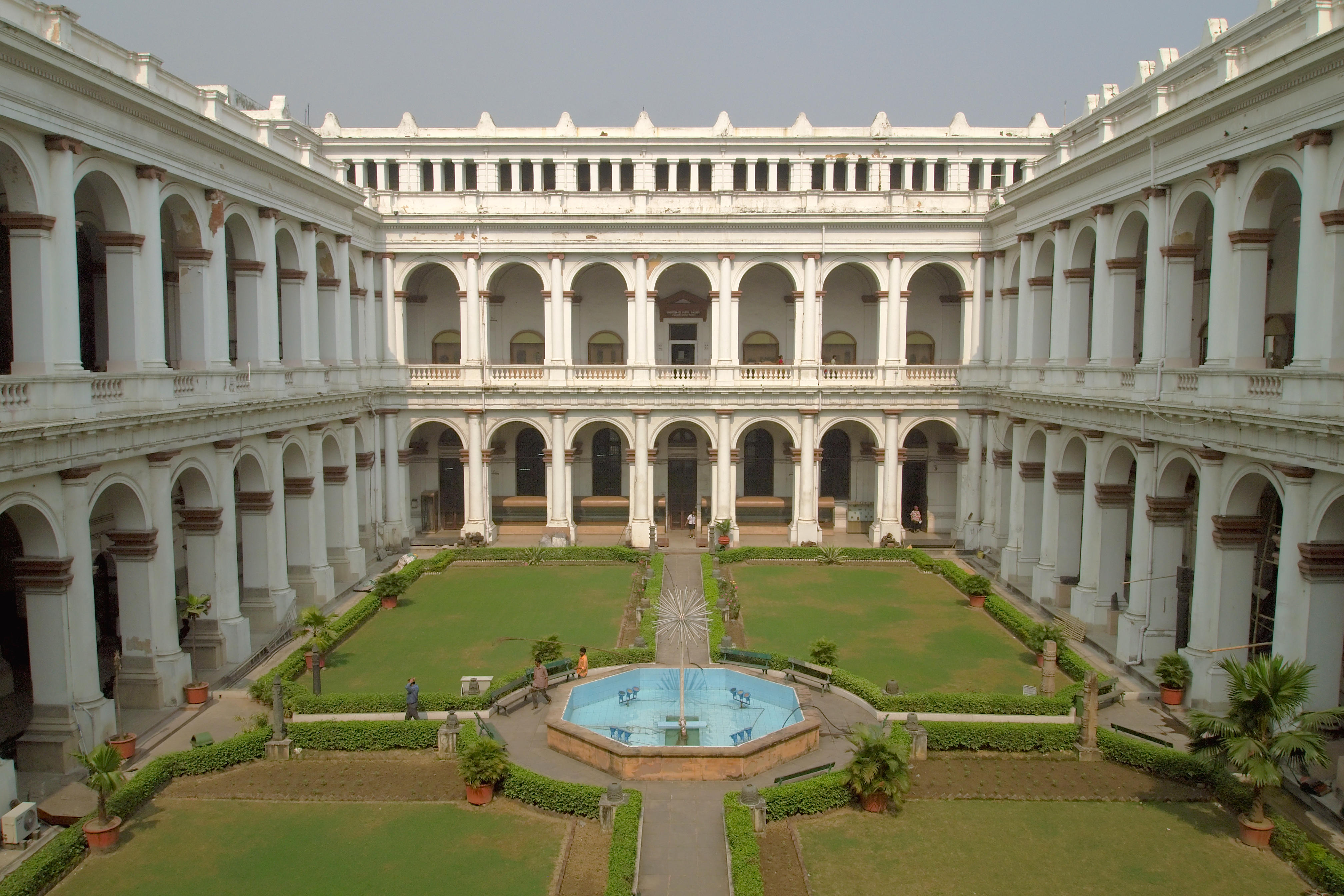
印度博物馆

加尔各答长期以其文学、艺术和革命遗产著称。作为印度前首都，加尔各答是印度现代文学和艺术思想的诞生地。加尔各答对于文学艺术趋向于持有特别的欣赏口味；并有着欢迎新来天才的传统，这使得它成为“狂野创造力之城”。
加尔各答传统的戏剧形式有jatra（一种民间戏剧）、戏剧和团体戏剧。该市还以其孟加拉语电影业（称为“托莱坞”，Tollywood）以及艺术电影著称。它有长期的电影制作传统，有许多著名导演。该市还以欣赏印度傳統音樂著称。罗宾德拉纳特·泰戈尔等众多文学家则为该市留下了丰富多彩的文学传统。
加尔各答的一个特征是具有强烈的社区意识。每个帕拉（邻里）都有自己的社区俱乐部，有一个聚会室，经常还有一个运动场地。人们习惯沉湎于从容不迫的聊天，这些聊天会议经常表现为显示智力的自由式交谈。该市有政治涂鸦的传统，对每一件事物进行描绘，从无耻的诽谤到诙谐的玩笑以及五行打油诗，从讽刺漫画到政治宣传。
加尔各答拥有许多哥特式建筑、巴洛克建筑、罗曼式建筑、东方式和印度-伊斯兰建筑（包括莫卧儿建筑）。加尔各答经常被称为“宫殿之城”，因为这里的殖民地建筑星罗棋布。其中这一时期的一些主要建筑保存完好，其中一些被宣布为“遗产建筑”，而其他建筑则不同程度地发生朽坏。印度加尔各答博物馆成立于1814年，是亚洲最古老的博物馆，收藏有自然和印度艺术方面的大量收藏品。维多利亚纪念堂是加尔各答主要的观光景点之一，有一个展示该市历史的博物馆。印度国家图书馆是印度最好的公共图书馆。加尔各答美术学院和其他美术馆都举办定期美术展览。
杜嘉菩萨节是加尔各答最著名的宗教社会节日，在每年10月会庆祝5天时间。其他著名的节日有排灯节、伊朗历新年（巴哈伊教）、胡里节、圣诞节、孟加拉历新年、辩才天女节庆和收获节。至于文化节日则有加尔各答书展、多佛巷音乐节、加尔各答电影节和国家戏剧节。
加尔各答烹调关键的要点在于米饭和咖喱鱼（macher jhol），以及作为餐后甜点的甜酸乳酪（mishti doi）。孟加拉烹调的保留节目是一盘鱼，孟加拉人特别喜爱对印度鲱鱼进行各种烹调。街头食物有beguni（油炸茄片）、kati roll（卷面包，夹入蔬菜或鸡肉）、phuchka（油炸crêpe，加罗望子和扁豆调料），该市东部的唐人街里的中国菜也非常受欢迎。男子通常选择西式装束，而妇女更喜爱穿着传统的纱丽。

## 相关

### 名人
加尔各答的历史上曾产生过3位诺贝尔奖得主：
- 泰戈爾：1913年，诺贝尔文学奖。
- 拉曼：1930年，诺贝尔物理学奖。
- 德蕾莎修女：1979年，诺贝尔和平奖。

### 友好城市
- 巴基斯坦卡拉奇
- 中国昆明
- 美國長灘
- 意大利那不勒斯
- 乌克兰敖德萨

## 画廊

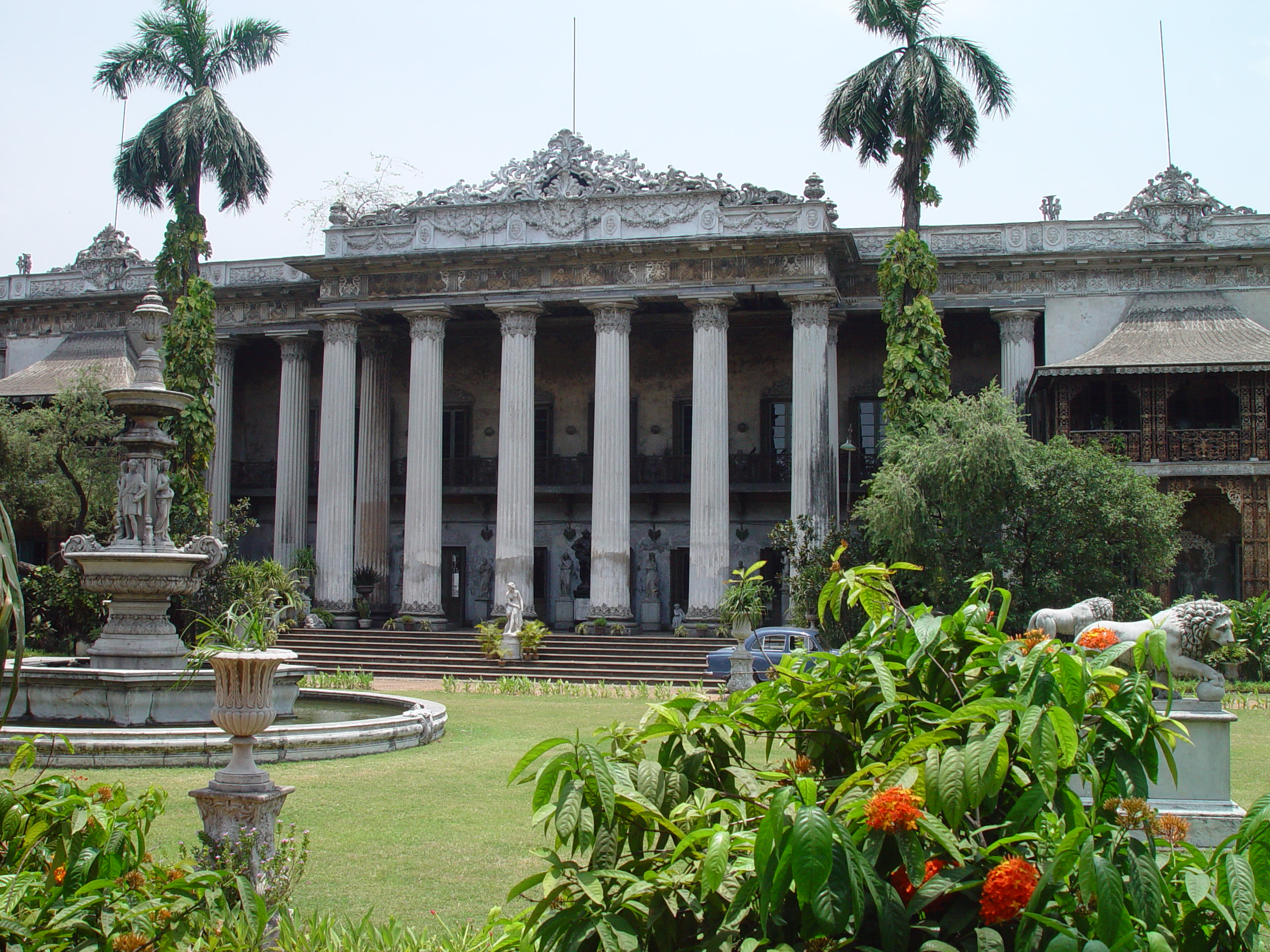
大理石宫
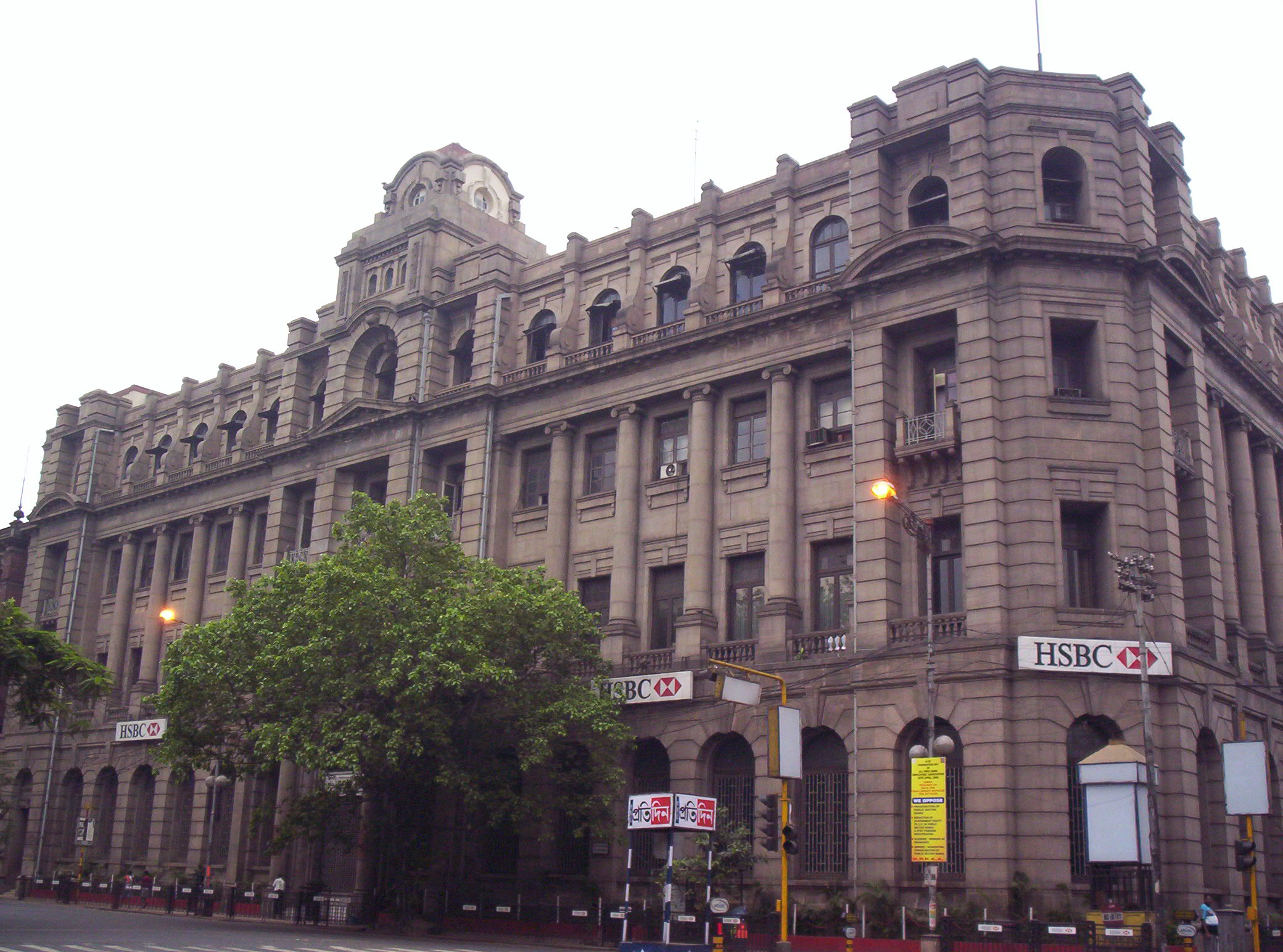
汇丰银行
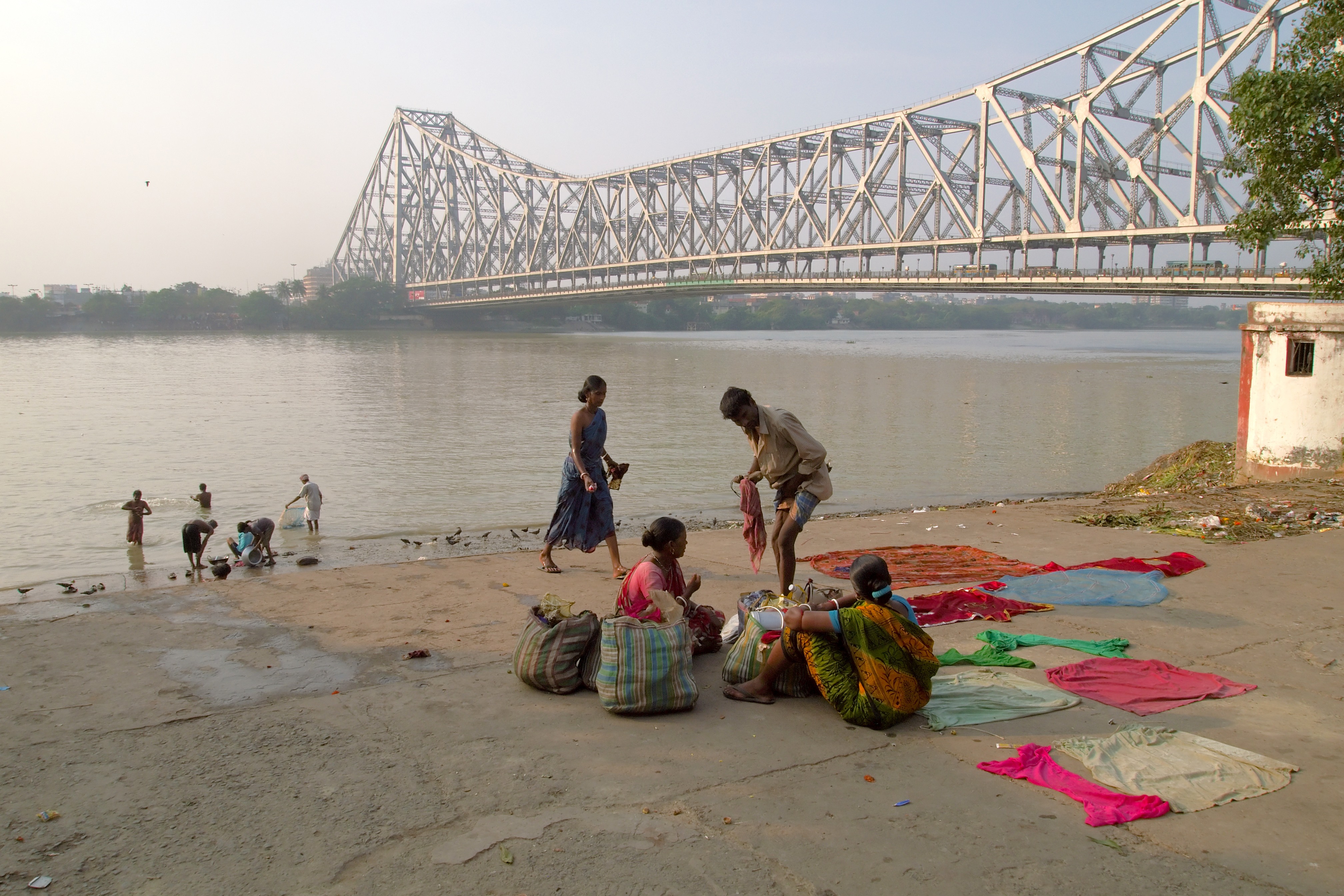
豪拉大桥
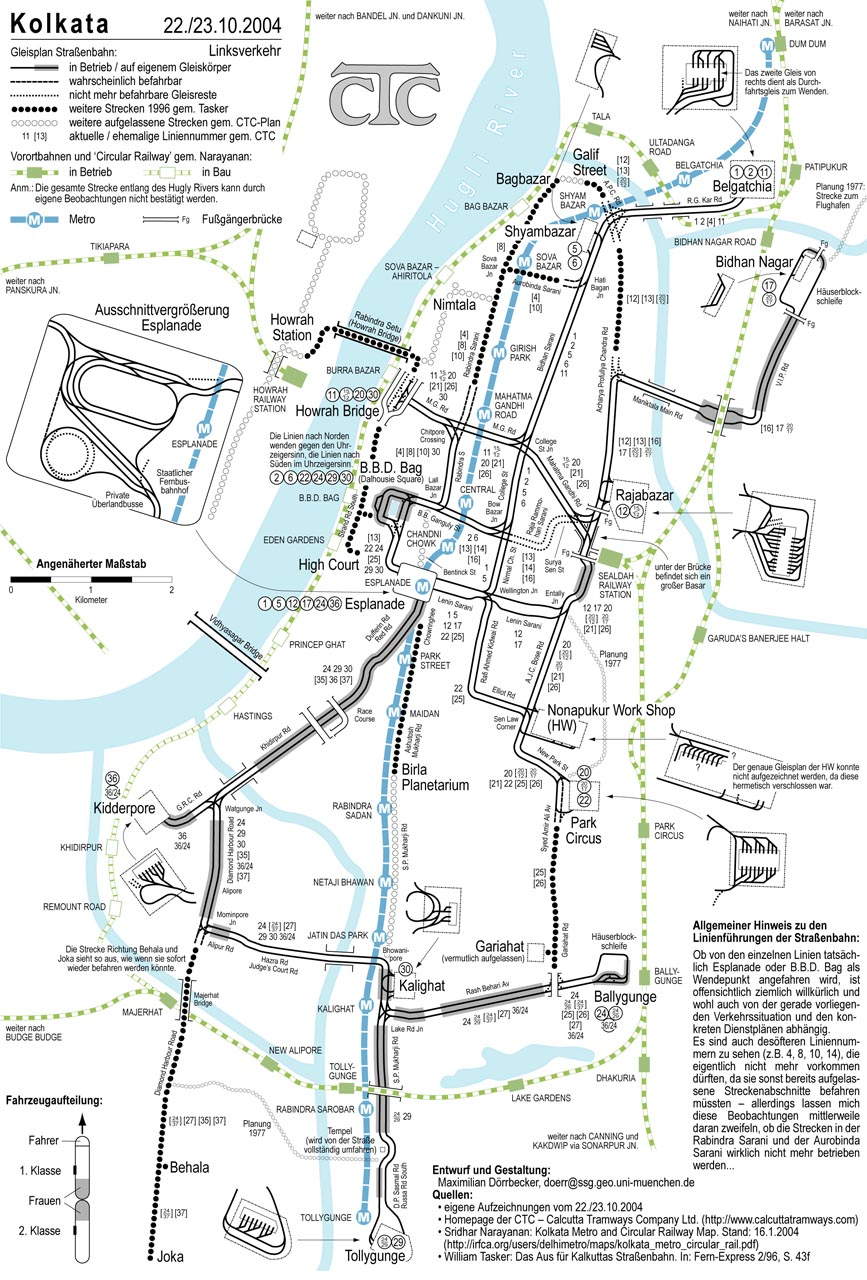
Schienennahverkehr in Kolkata (Oktober 2004)
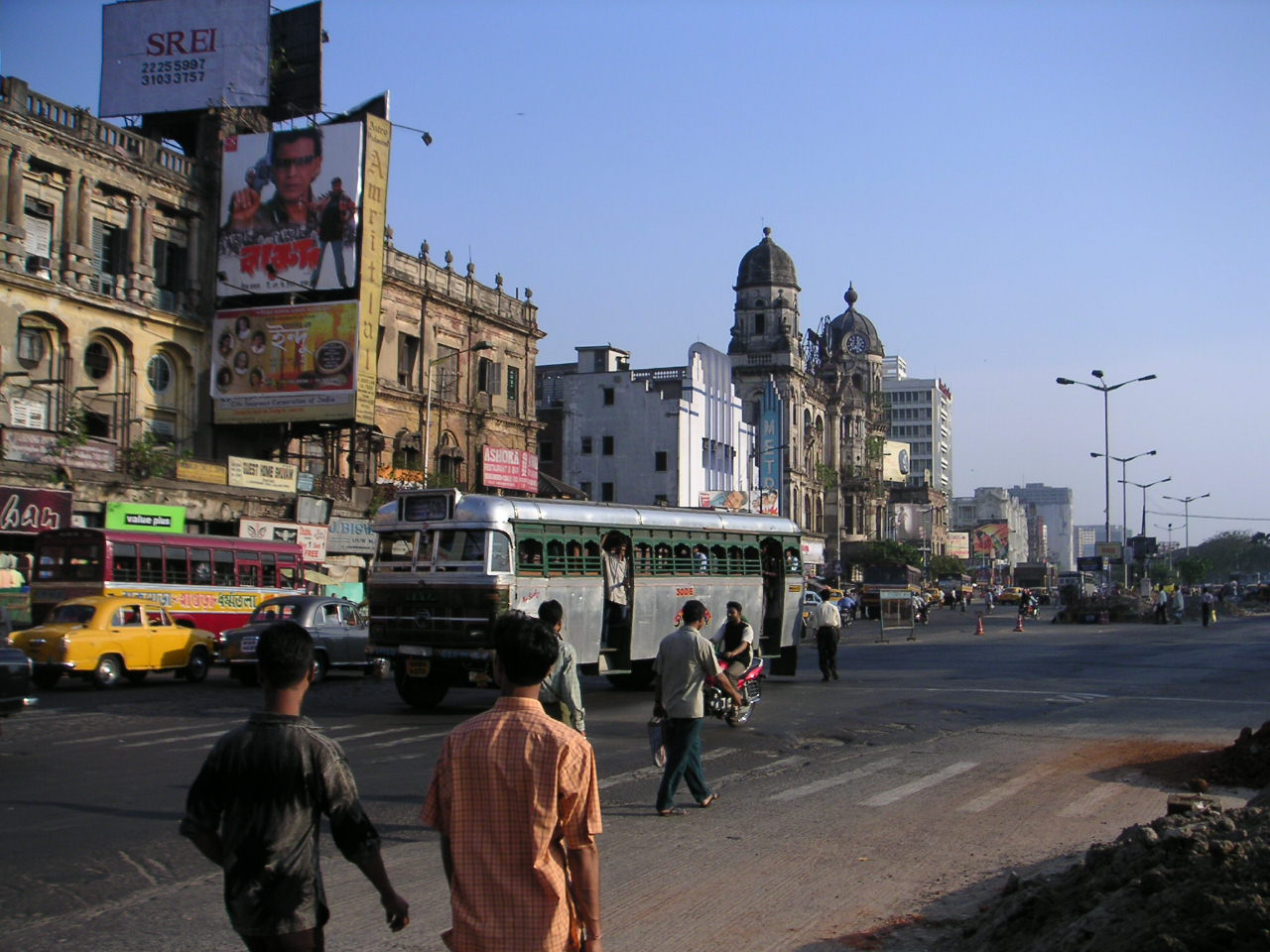
市容
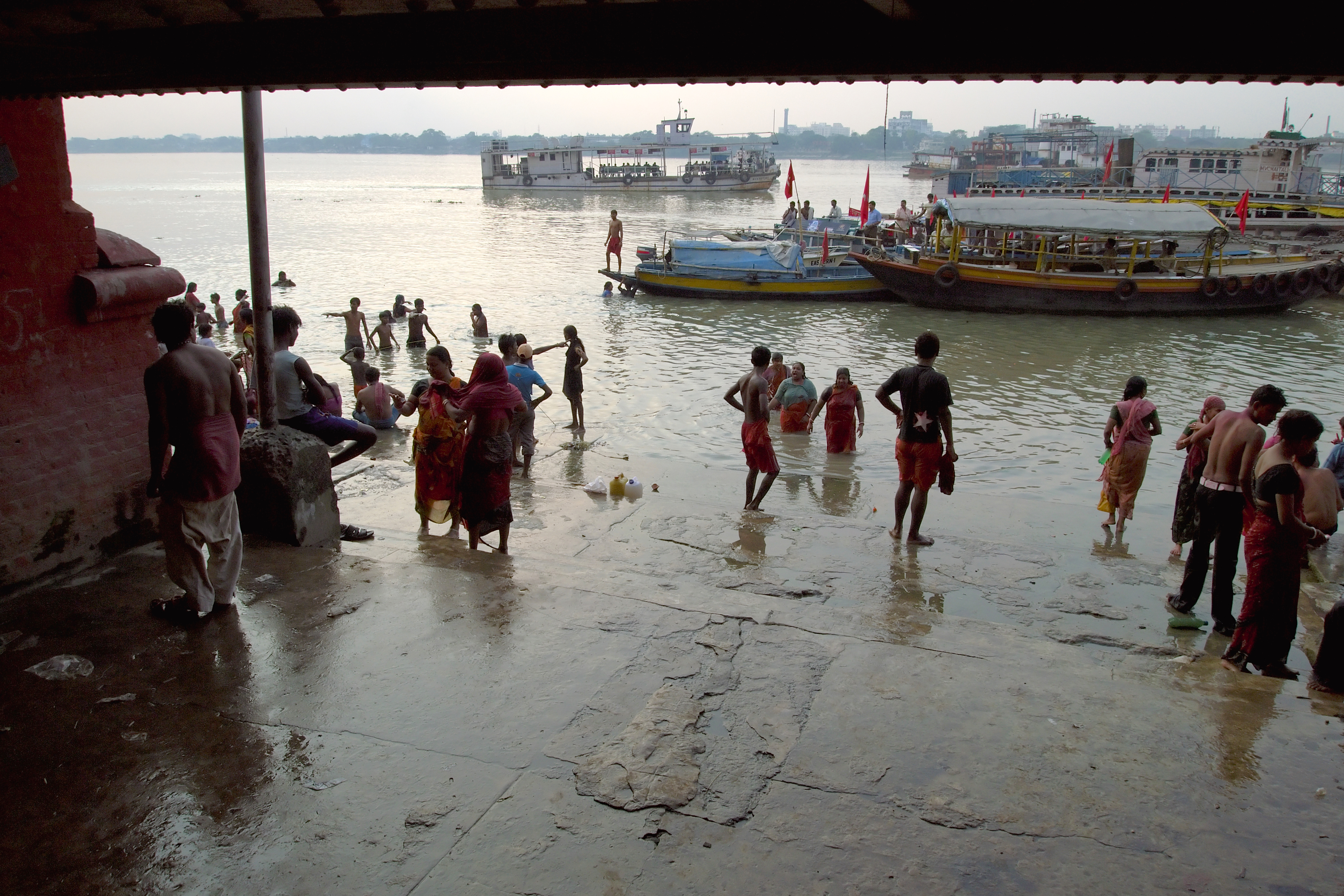
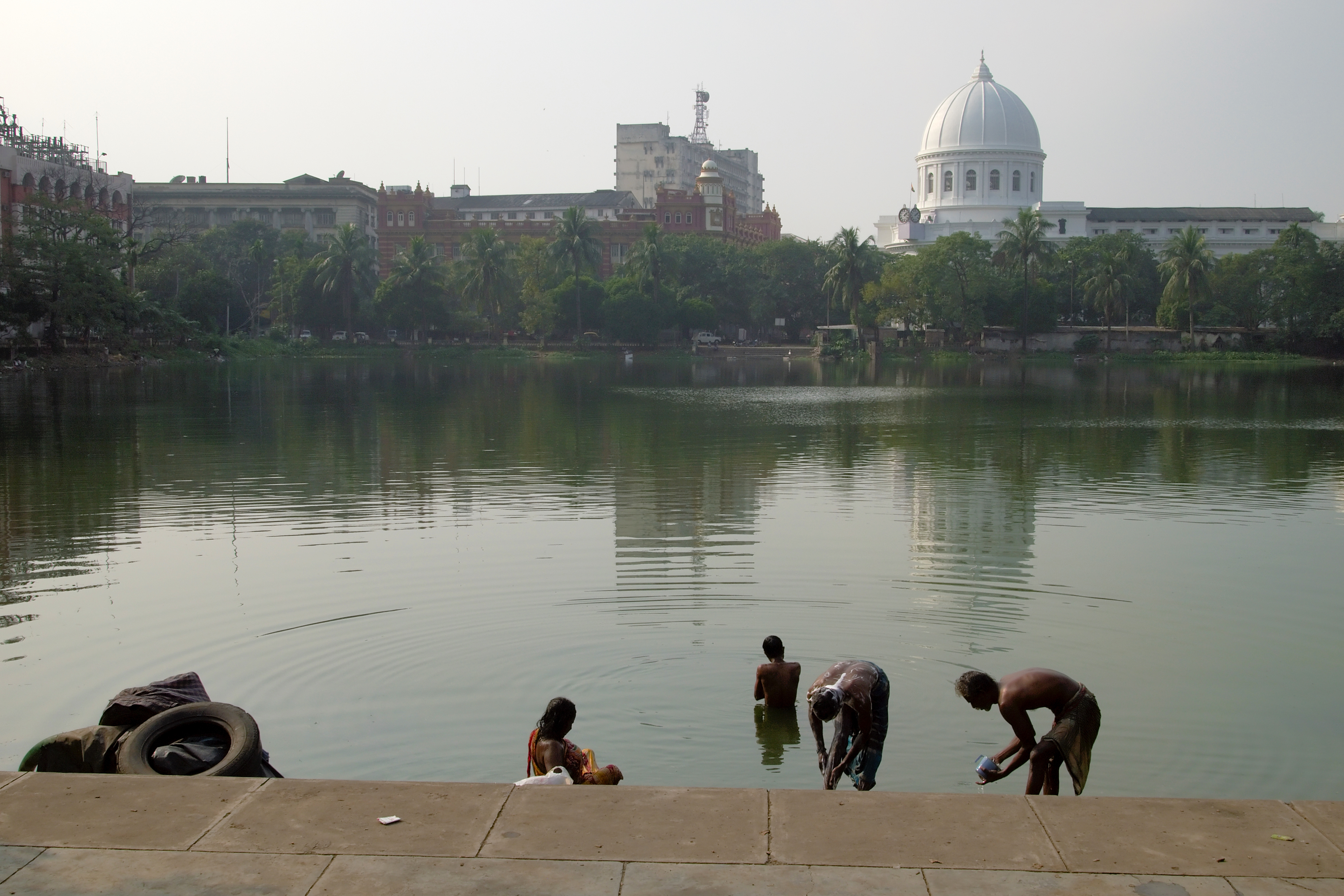
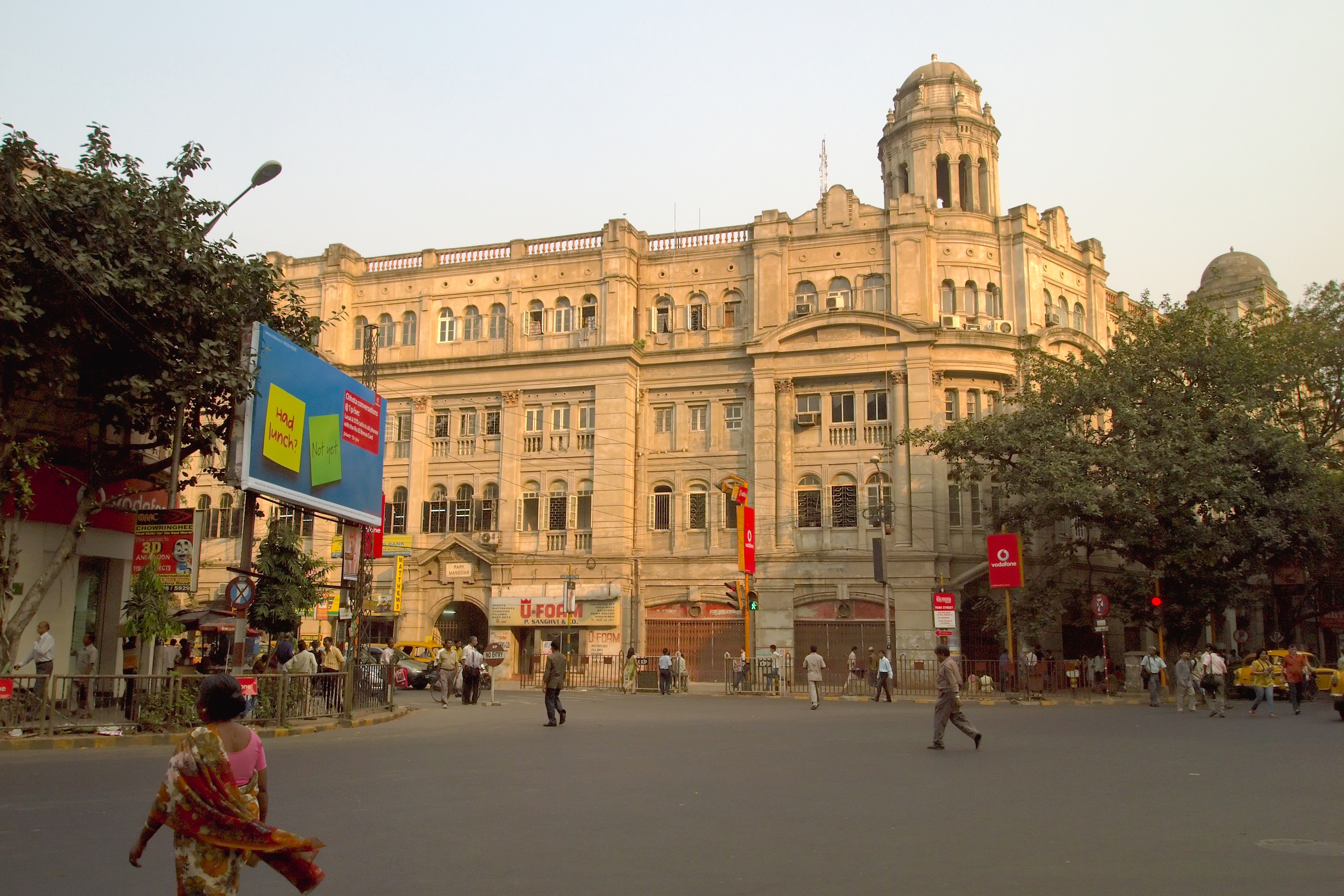
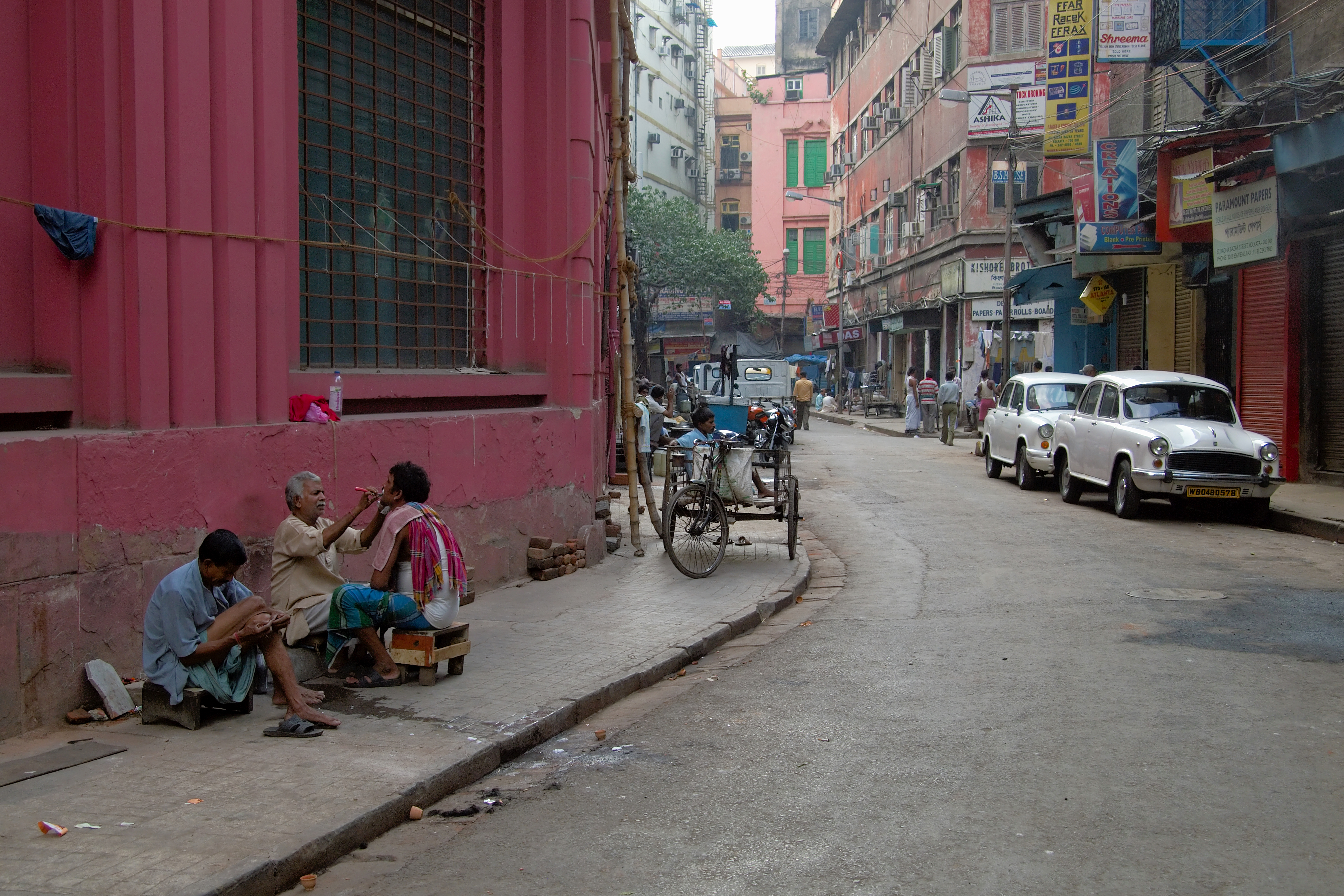
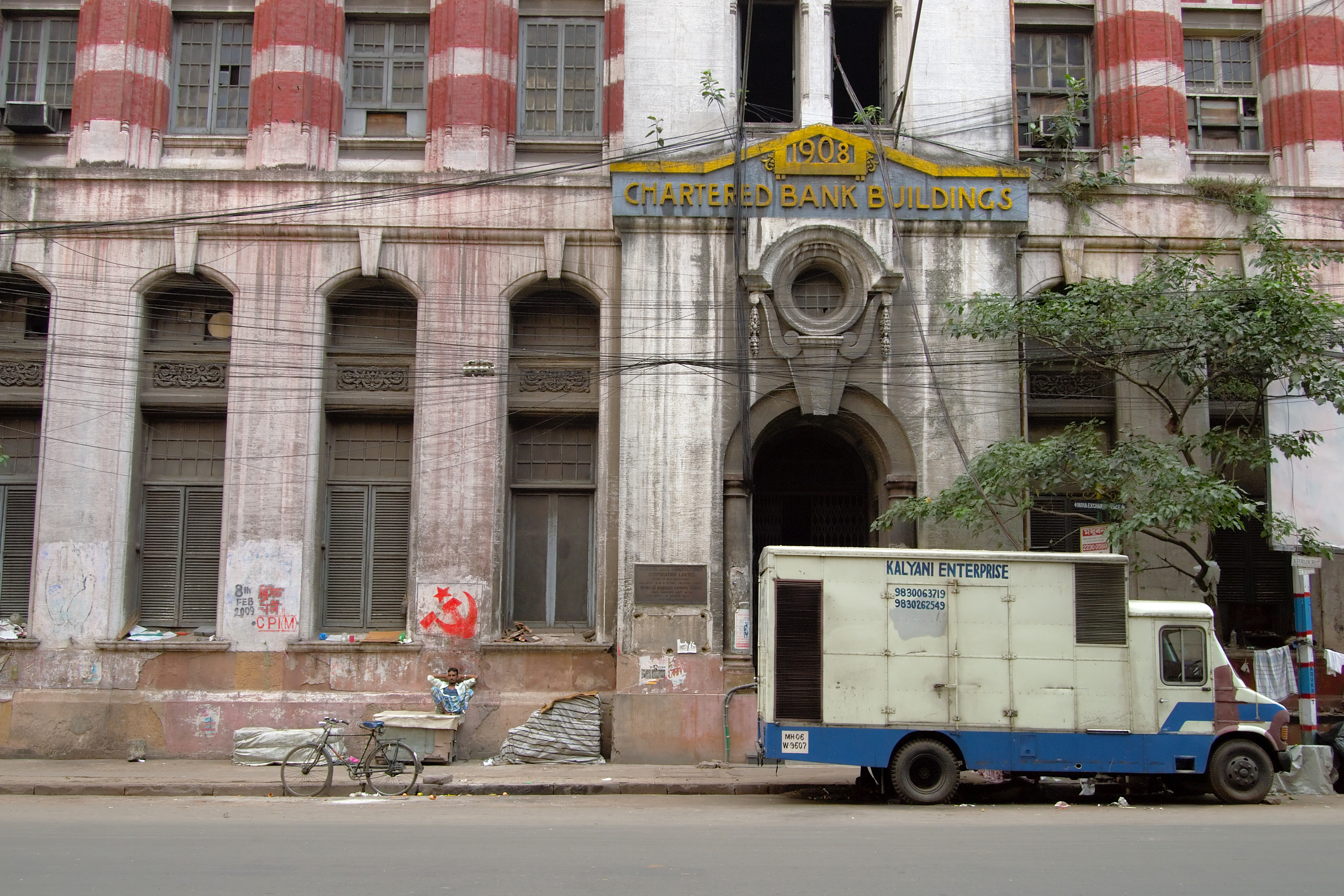
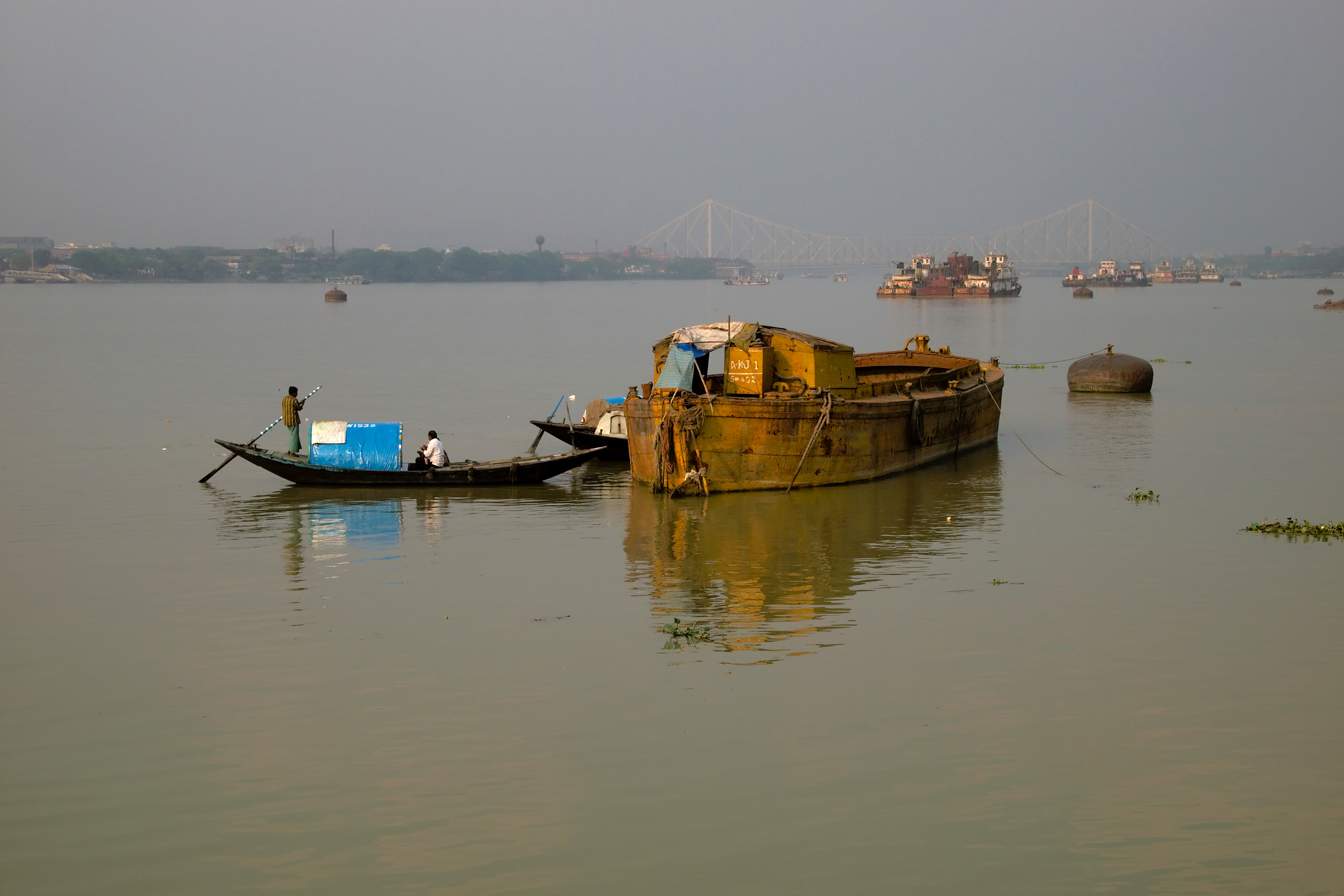
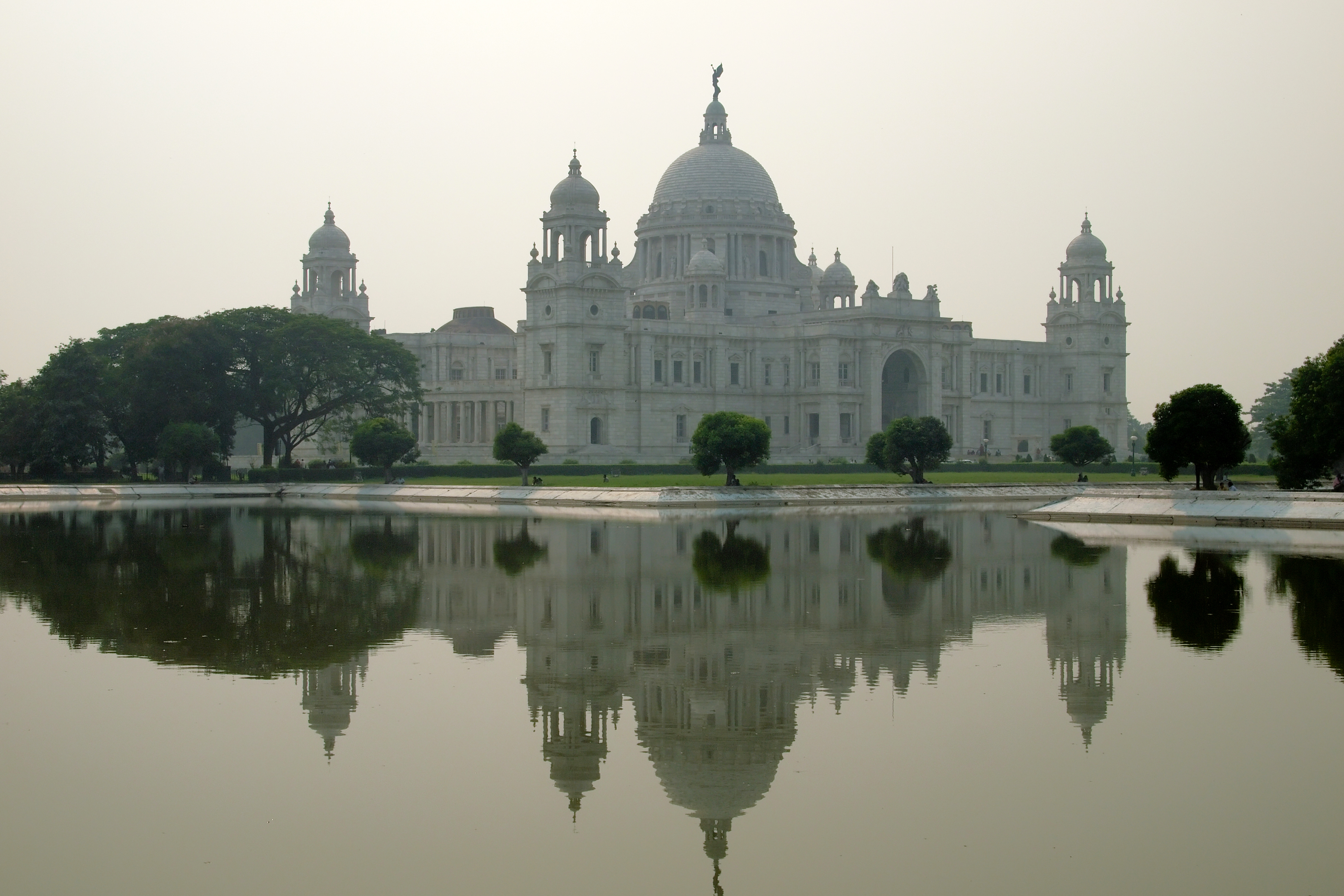

### 引用
1. ↑  . Hindustan Times (New Delhi). 6 June 2010  [26 April 2011]. （原始内容存档于2011-07-19）.
2. ↑  . The Telegraph. 1 January 2014  [17 January 2014]. （原始内容存档于2014-04-13）.
3. 1 2  . Registrar General & Census Commissioner, India.   [26 January 2012]. （原始内容存档于2019-01-07）.
4. ↑   (PDF). Provisional population totals, census of India 2011. Registrar General & Census Commissioner, India. 2011  [26 January 2012]. （原始内容存档 (PDF)于2019-01-07）.
5. ↑   (PDF).   [2017-06-08]. （原始内容存档 (PDF)于2019-01-07）.
6. 1 2  (Roy & Alsayyad 2004)
7. ↑  (Mukherjee 1991)
8. ↑  . Calcuttaweb.com.   [2007-02-18]. （原始内容存档于2007-05-10） （孟加拉语）.
9. ↑  Easwaran, Kenny. . 開放式計算設施（Open Computing Facility）, 加州大學伯克利分校.   [2012年1月26日]. （原始内容存档于2011年7月19日）.
10. ↑  . Yahoo! Pte Ltd.   [2006-05-08]. （原始内容存档于2006-05-23）.
11. ↑  Das S. . The Telegraph, Calcutta, India. 2003-01-15  [2006-04-26]. （原始内容存档于2007-09-30）.
12. ↑  Gupta, Subhrangshu. . Nation (The Tribune). May 18, 2003  [2006-12-07]. （原始内容存档于2006-11-29）.
13. ↑  Jack I.（2001）. "Introduction （页面存档备份，存于） to (Chaudhuri 2001，第v-xi頁) URL accessed on 2006-04-26.
14. ↑  Randhawa K. . BBC.   [2006-04-26]. （原始内容存档于2012-02-04）.
15. ↑  (Sen 1973)
16. ↑  Suhrawardy HS. . Talukdar, MHR.（ed.）  (编). . University Press of Bangladesh. 1987: 55–56  [2006-04-24]. ISBN 978-984-05-1087-0. （原始内容存档于2006-03-14）.
17. ↑  (Gandhi 1992，第497頁)
18. ↑  (Bennett & Hindle 1996，第63-70頁)
19. ↑  共產黨於2011年選舉失利下台。Biswas S. . BBC.   [2006-04-26]. （原始内容存档于2012-02-14）.
20. ↑  .   [2007-03-12]. （原始内容存档于2012-01-14）.
21. ↑  Bunting SW, Kundu N, Mukherjee M.  (PDF). Institute of Aquaculture, University of Stirling, Stirling, UK: 3.   [2006-04-26]. （原始内容 (PDF Format)存档于2006-05-05）.
22. 1 2   (PDF). National Capacity Building Project in Disaster Management. UNDP.   [2006-08-23]. （原始内容 (PDF)存档于2006-05-19）.
23. 1 2   (PDF). World Association of the Major Metropolises.   [2006-04-26]. （原始内容 (PDF Format)存档于2006-05-24）.
24. ↑  deduced from the satellite map
25. ↑  . Canty and Associates LLC.   [2006-04-26]. （原始内容存档于2011-09-07）.
26. ↑  .   [2007-03-12]. （原始内容存档于2006-08-30）.
27. ↑  . NASA RP 1344 -- Total Solar Eclipse of 1995 October 24. NASA.   [2006-05-03]. （原始内容存档于2006-02-22）.
28. 1 2  . Gaia: Environmental Information System.   [2006-04-26]. （原始内容存档于2006-04-27）.
29. ↑  Central Pollution Control Board. . Ministry of Environment & Forests, Govt of India.   [2006-04-26]. （原始内容存档于2006-02-25）.
30. ↑  Central Pollution Control Board. . Ministry of Environment & Forests, Govt of India.   [2006-04-26].[]
31. ↑  Directorate of Census Operations, West Bengal. . Census of India 2001: Provisional Population Totals, West Bengal. 2003  [2006-04-26]. （原始内容存档于2007-09-30）.
32. ↑  Directorate of Census Operations, West Bengal. . 2003  [2006-04-26]. （原始内容存档于2009-09-01）.
33. ↑  . India at a Glance. Registrar General & Census Commissioner, India.   [2006-12-05]. （原始内容存档于2007-04-16）.
34. ↑  . Census of India 2001 (Provisional). Office of the Registrar General, India. 2001-09-13  [2006-08-18]. （原始内容存档于2007-01-05）.
35. ↑  . Office of the Registrar General and Census Commissioner, India.   [2006-04-26]. （原始内容存档于2010-07-06）.
36. ↑  Kundu N.  (PDF Format). Development Planning Unit. University College, London: 6.   [2006-04-26]. （原始内容存档 (PDF)于2006-05-24）.
37. ↑  National Crime Records Bureau.  (PDF).  (PDF Format). Ministry of Home Affairs. 2004: 34  [2006-04-26]. （原始内容存档 (PDF)于2006-04-09）.
38. ↑  National Crime Records Bureau.  (PDF).  (PDF Format). Ministry of Home Affairs. 2004: 158  [2006-04-26]. （原始内容存档 (PDF)于2006-04-09）.
39. ↑  Grant M. . BBC. 2004-11-30  [2006-04-26]. （原始内容存档于2009-09-30）.
40. ↑  . Calcutta Stock Exchange Association Ltd.   [2006-04-26]. （原始内容存档于2006-04-19）.
41. ↑  Follath E. . Spiegel Online. 2005-11-30  [2006-04-26].
42. ↑  Chakravorty S (2000).“从殖民地城市到全球城市？加尔各答远非彻底的空间变化”(Marcuse & van Kempen 2000，第56-77頁)
43. ↑  Datta T. . BBC Radio 4's Crossing Continents. 2006-03-22  [2006-04-26]. （原始内容存档于2012-02-04）.
44. ↑  Mukherjee Shankar. . The Telegraph-Kolkata. 2005-03-28  [2006-07-25]. （原始内容存档于2006-09-14）.
45. ↑  . Kolkata Municipal Corporation.   [2006-04-26]. （原始内容存档于2006-05-15）.
46. ↑  . Indian Elections.   [2006-09-05]. （原始内容存档于2013-04-26）.
47. ↑  . United Nations Environment Programme.   [2006-04-26]. （原始内容存档于2006-05-11）.
48. ↑  Dheri SK, Misra GC.  (PDF). indiadisasters.org.   [2006-04-26]. （原始内容 (PDF Format)存档于2004-12-24）.
49. ↑  . National Institute of Urban Affairs.   [2006-04-26]. （原始内容存档于2005-02-19）.
50. ↑   (PDF). UNESCAP.   [2006-07-05]. （原始内容 (PDF)存档于2006-07-23）.
51. ↑  . The Hindu Business Line. 2004-09-05  [2006-04-26]. （原始内容存档于2007-09-30）.
52. ↑  Sinha P. . Chaudhuri S.（ed.）  (编). . Oxford University Press, Oxford. 1990.
 Cited by: Heierstad G.  (PDF). University of Oslo, Norway: 102. 2003  [2006-04-26]. （原始内容 (PDF Format)存档于2006-05-12）.
53. ↑  Trachtenberg P. . The New York Times. 2005-05-15  [2006-04-26]. （原始内容存档于2013-12-05）.
54. ↑  . The Indian Museum of Kolkata.   [2006-04-23]. （原始内容存档于2006-11-23）.